# Frankfurt am Main
Frankfurt am Main (verouderd Nederlands: Frankfort aan de Main, veelal afgekort tot Frankfurt) is de grootste stad in de Duitse deelstaat Hessen en de op vier na grootste stad van Duitsland. De stad ligt aan de oevers van de Main en telt 764.104 inwoners (31 december 2020). Op 31 december 2020 had 30,68% van de inwoners een niet-Duits staatsburgerschap (234.440 niet-Duitsers) en hadden 1.720 inwoners het Nederlandse staatsburgerschap. De agglomeratie Frankfurt/Rhein-Main, waar Frankfurt het middelpunt van vormt en waar verder onder andere Mainz, Wiesbaden en Offenbach am Main toe behoren, telt meer dan 5,5 miljoen inwoners. Bestuurlijk is Frankfurt een kreisfreie Stadt.
De stad werd voor het eerst vermeld als Frankonovurd aan het eind van de achtste eeuw. In de eeuwen daarna groeide de stad en in de hoge middeleeuwen verkreeg Frankfurt de status van vrije rijksstad. In de vrije stad Frankfort werden gedurende enige eeuwen de keizers van het Heilige Roomse Rijk gekozen en later ook gekroond. In de 19e eeuw was de stad de zetel van de Duitse Bond en de locatie van het Frankfurter Parlement, het eerste vrij gekozen Duitse parlement.
Frankfurt is uitgegroeid tot een Europese metropool. De stad heeft vrijwel alle kenmerken van een wereldstad. De stad is het voornaamste financiële centrum van Duitsland: de Deutsche Bundesbank en de Duitse beurs zijn er gevestigd, evenals de hoofdkantoren van verscheidene grote banken. Frankfurt staat daarnaast bekend als beurzenstad dankzij onder meer de Frankfurter Buchmesse, de jaarlijkse internationale uitgeversbeurs. Als zetel van de Europese Centrale Bank speelt de stad bovendien een grote rol in de Europese economie. Door de centrale ligging, het internationale vliegveld, het snelwegenknooppunt Frankfurter Kreuz en het treinstation is de stad een verkeersknooppunt binnen Duitsland en Europa.
Frankfurt is een van de weinige Europese steden die worden gedomineerd door hoge wolkenkrabbers. Hieraan heeft de stad haar bijnaam Mainhattan te danken.

## Naamgeving

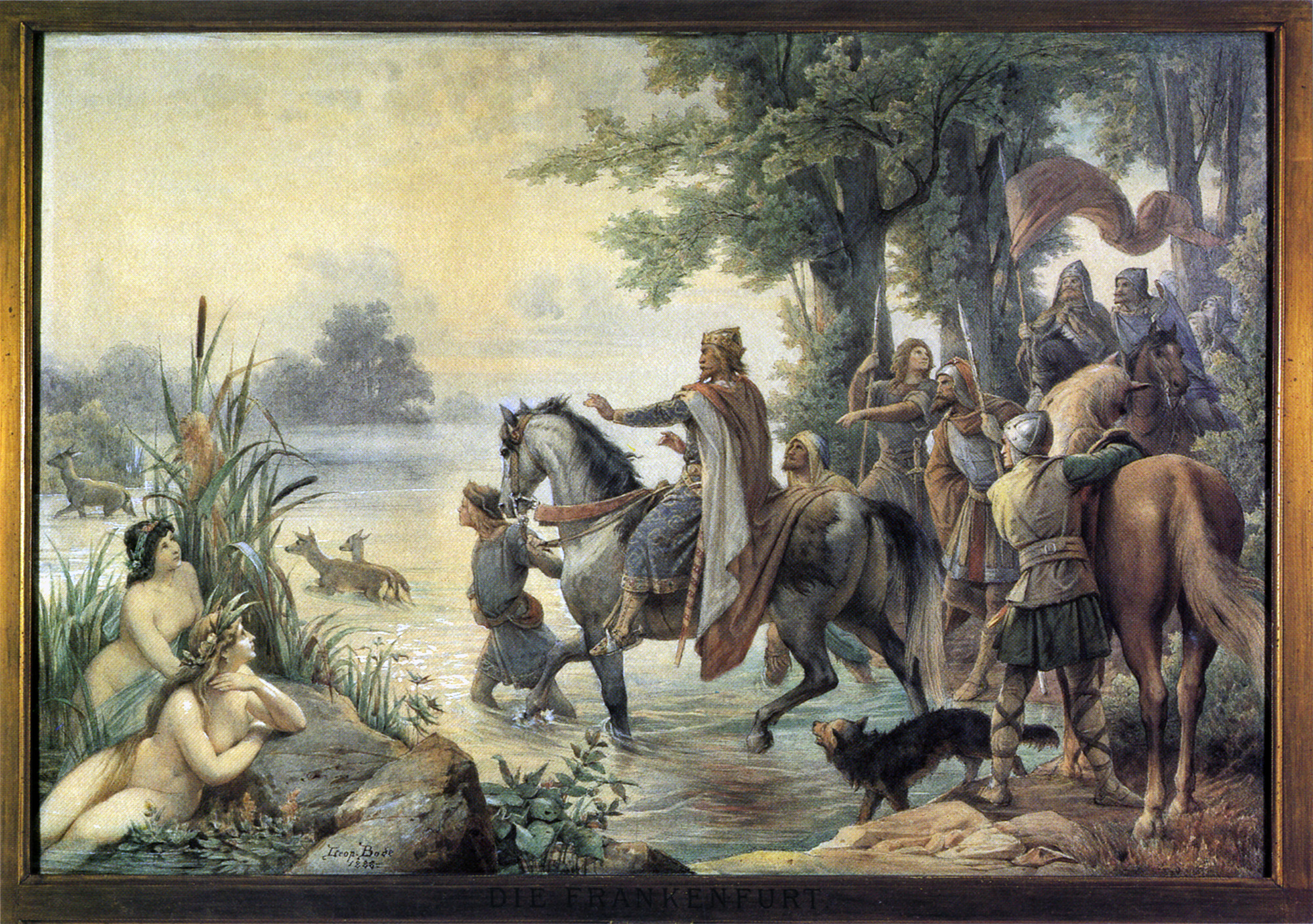
Volgens een bekende legende werd Frankfurt am Main gesticht door Karel de Grote

De twee oudste vermeldingen van de naam Frankfurt dateren beide uit het eind van de achtste eeuw, en duiden de stad aan als Frankonovurd (Oudhoogduits) of Vadum Francorum (Latijn). Beide betekenen hetzelfde: voorde van de Franken. Deze voorde, een doorwaadbare plaats in een waterweg, lag in de Main en maakte het bij normale waterstand mogelijk om deze rivier, die destijds veel breder was dan nu het geval is, gevaarloos over te steken. De naam heeft waarschijnlijk zijn oorsprong rond 500 n.Chr., toen de Franken hun gebied uitbreidden en de tot hier opgerukte Alemannen verdreven.
Volgens een legende zou de stad zijn gesticht door Karel de Grote tijdens de Saksenoorlogen. Toen hij en zijn troepen, teruggedrongen door de Saksen en onwetend van een voorde, aankwamen bij de Mainoever, werd hen de weg gewezen door een hinde en konden de Franken veilig oversteken, zo vertelt het verhaal. Deze legende verwierf vooral bekendheid dankzij een vermelding in een middeleeuwse kroniek van Thietmar van Merseburg.
De naamsvorm Franconofurd ontwikkelde zich in de middeleeuwen tot Frankenfort of Frankinfort en later tot Frankfort en Frankfurth. De schrijfwijze Frankfurt is sinds het begin van de negentiende eeuw in gebruik geraakt. Ook het naamsdeel am Main (aan de Main) bestaat al lang, reeds in de 14e eeuw kwam het veelvuldig voor in documenten. De stad wordt vaak kortweg aangeduid als Frankfurt, de volledige naam wordt vooral gebruikt als het nodig is om de stad te onderscheiden van 'het andere Frankfurt', namelijk Frankfurt (Oder). Andere aanduidingen zijn Frankfurt/Main, Frankfurt a. M. en Ffm in de omgangstaal en Frankfurt (Main) in de spoorinfrastructuur.

## Geschiedenis
Frankfurt was al in de late steentijd bewoond, en de Romeinen hadden er een nederzetting. De Frankische koning Lodewijk de Vrome maakte Frankfurt tot zijn residentie.
In het Heilige Roomse Rijk werd Frankfurt in 1372 een vrije rijksstad, die direct onder de keizer viel.
Tussen 1356 en 1792 werden de Duitse keizers in Frankfurt gekozen, vanaf 1562 ook gekroond.

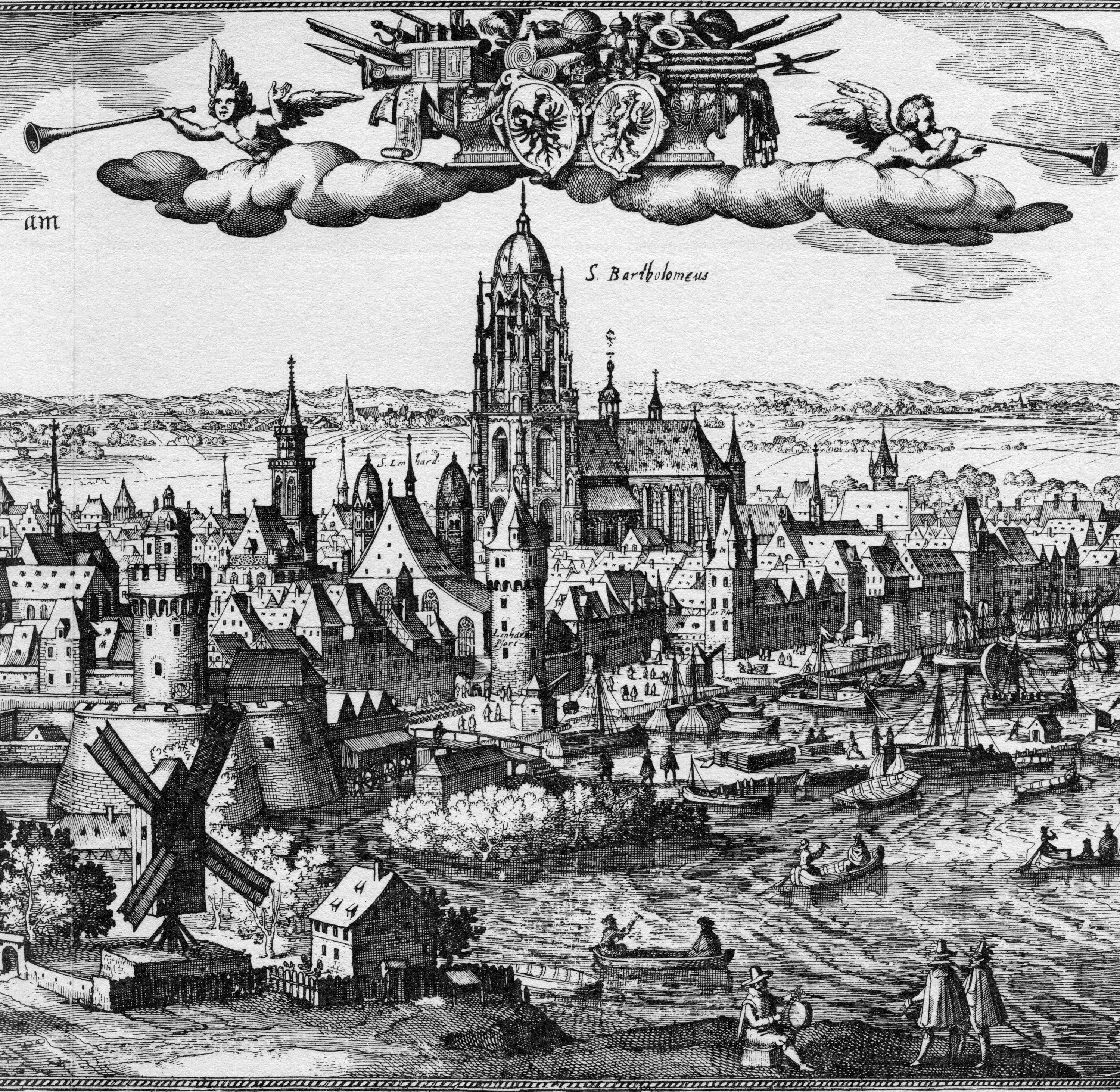
16e-eeuws stadsaanzicht van Frankfurt am Main

In de zestiende eeuw werd de stad een belangrijk centrum van boekdrukkunst en boekhandel in Europa. Frankfurt was aanvankelijk een toevluchtsoord voor hugenoten, die een eigen voorstad Neu-Isenburg stichtten. Hun calvinistische versie van het christendom werd door de lutherse Frankfurters niet gewaardeerd, en latere vluchtelingenstromen verkozen de Rijnpalts boven Frankfurt.
Na de napoleontische tijd werd Frankfurt in 1815 als vrije stad deel van de Duitse Bond. In 1866 echter werd het geannexeerd door Pruisen. Mede door samenvoegingen met omliggende plaatsen groeide het inwonertal snel, via 35.000 begin 19e eeuw, naar 180.000 in 1890, naar 548.000 in 1928.
Het nazi-bewind betekende een schrikbewind voor communisten, sociaaldemocraten, vakbondsleden, Roma, Sinti en Joden, maar daartegen protesteren was voor overige Frankfurters levensgevaarlijk. Ruim elfduizend Frankfurters werden wegens hun Jood-zijn door de nazi’s afgevoerd en vermoord. Door geallieerde bombardementen tussen 1942 en 1945 werd de gehele middeleeuwse oude stad vrijwel weggevaagd, waarbij ruim vijfduizend Frankfurter burgers omkwamen.
Na 1945 werd de stad grotendeels modern herbouwd. Frankfurt nam, mede door zijn gunstige ligging, grootstedelijke functies over die voorheen door Berlijn of Leipzig waren vervuld en werd onder andere het financiële centrum van West-Duitsland en, na de Duitse hereniging in 1990, van heel Duitsland, de stad met het grootste beurzencomplex van heel Europa, de Frankfurter Messe. In 1998 werd het ook het financiële centrum van de Europese Unie. De stad kreeg de bijnamen Bankfurt wegens de honderden banken en Mainhattan wegens zijn stedelijk silhouet van wolkenkrabbers. Tussen 2012 en 2018 werd via het Dom-Römer-Projekt een deel van de oude binnenstad gereconstrueerd.

## Geografie

### Topografie

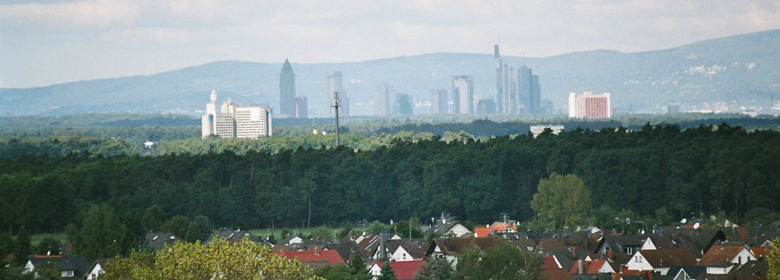
Achter Frankfurt rijst het middelgebergte van de Taunus op

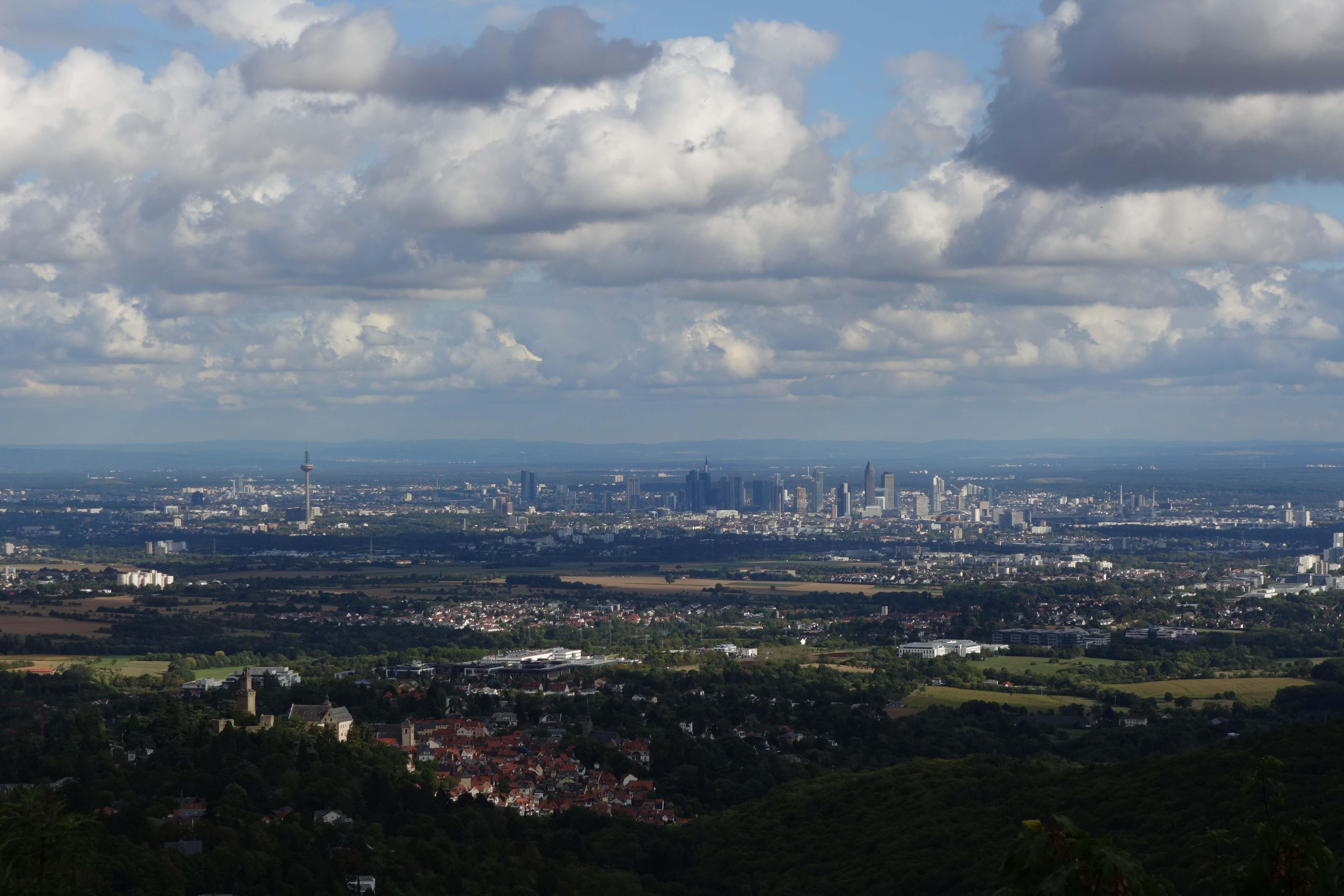
Gezicht op Frankfurt en delen van zijn agglomeratie, links op de voorgrond Kronberg.

Frankfurt ligt in de deelstaat Hessen in het zuidwesten van Duitsland. De stad bevindt zich in het uiterste noorden van de Boven-Rijnslenk en ten zuidoosten van de Taunus, een middelgebergte met toppen tot 880 meter. De stad is gelegen aan beide oevers van de rivier de Main, met het zwaartepunt aan de noordzijde.
De Main ontstaat bij Kulmbach in Noord-Beieren en stroomt in westelijke richting door de deelstaten Beieren en Hessen, om ongeveer 30 kilometer ten zuidwesten van het centrum van Frankfurt uit te monden in de Rijn. Dat centrum bevindt zich, zoals het grootste deel van de stad, aan de noorder- of rechteroever van de rivier. In het plaatselijke dialect spreekt men van Hibb de Bach ("deze kant van de beek") en Dribb de Bach ("de overkant van de beek") als men naar respectievelijk de binnenstads- en Sachsenhausenzijde van de Main verwijst. De beide oevers worden door een groot aantal bruggen en een veerdienst met elkaar verbonden. De tweede rivier van formaat die door Frankfurt stroomt is de Nidda, die over een lengte van ruim 18 kilometer door de stad stroomt. Frankfurt telt daarnaast meer dan 50 meren en vijvers.
De stad heeft een totale oppervlakte van 248,31 km². Grote steden in de nabije omgeving van Frankfurt zijn Offenbach am Main, Darmstadt, Wiesbaden en Mainz. De metropoolregio Frankfurt/Rijn-Main is met meer dan 5 miljoen inwoners een van de grootste metropoolregio's van Duitsland.
Frankfurt ligt op een hoogte van 112 meter boven Normalnull. Het hoogste natuurlijke punt van de stad ligt op 212 meter boven Normalnull bij de Berger Warte op de Berger Rücke in het stadsdeel Seckbach. Het laagste punt bevindt zich op 88 meter boven Normalnull en is te vinden aan de oever van de Main in het stadsdeel Sindlingen.

### Stadsindeling

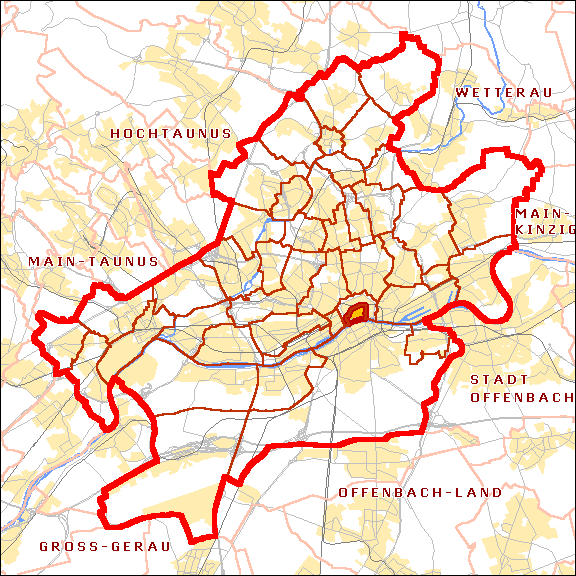
Overzicht van de Stadsindeling van Frankfurt, met de Altstadt uitgelicht

Frankfurt am Main is in verschillende niveaus opgedeeld. Er zijn 46 Stadtteile, waarvan er 40 ten noorden en 6 ten zuiden van de Main liggen. Het oudste Stadtteil is de Altstadt, dat met een oppervlakte van 0,48 km² tevens het kleinste Stadtteil is. In een halve cirkel rond de Altstadt ligt de Innenstadt, waarvan de geschiedenis eveneens teruggaat tot de middeleeuwen. Rond de Innenstadt liggen, van west naar oost, de Stadtteile Bahnhofsviertel, Westend, Nordend en Ostend. Tegenover de Altstadt, aan de andere zijde van de Main, ligt Sachsenhausen. Hoewel Westend, Nordend en Sachsenhausen historisch en gevoelsmatig als Stadtteil overkomen, zijn ze administratief alle drie verdeeld in een zuidelijk en noordelijk of oostelijk en westelijk deel. De Stadtteile hierbuiten zijn veelal voormalige zelfstandige plaatsen en voorsteden. Zo werden tussen 1877 en 1910 de gemeenten van het Landkreis Frankfurt bij de stad gevoegd en volgden delen van het Landkreis Höchst. De laatste annexatie was die van Bergen-Enkheim in 1977, als slotstuk van een reeks gemeentelijke herindelingen in Hessen in de jaren zeventig van de 20e eeuw. Ook zijn er Stadtteile die eerder behoorden tot andere Stadtteile, zoals Frankfurter Berg, dat in 1996 ontstond uit delen van hoofdzakelijk Bonames en in mindere mate Eschersheim en Berkersheim.
De Stadtteile hebben niet zozeer een bestuurlijke, maar vooral een statistische functie. De twee andere niveaus hebben wel een bestuurlijke rol. De onderste laag wordt gevormd door de 121 Stadtbezirke, die vergelijkbaar zijn met een buurt of wijk en een bevolkingscijfer hebben dat varieert van enkele honderden tot een kleine 20.000 inwoners. Wat in de rest van Duitsland vaak wordt aangeduid als Stadtbezirk, wordt in Frankfurt Ortsbezirk genoemd. Het Ortsbezirk is het hoogste bestuurlijke niveau onder het stadsbestuur en beschikt over een stadsdeelraad en een stadsdeelvoorzitter. De stad is in totaal opgedeeld in 16 Ortsbezirke.

### Klimaat
Het klimaat van Frankfurt am Main is gematigd. De zomers en winters in de Boven-Rijnslenk behoren tot de warmste respectievelijk mildste van Duitsland. De jaargemiddelde temperatuur is 9,7°C, gebaseerd op klimaatgegevens van de luchthaven gedurende de periode 1961-1990. Dat is hoger dan andere grote Duitse steden als Hamburg (9,0 °C) Berlijn (8,9 °C) en München (7,6 °C). In de periode 1971-2000 was de jaargemiddelde temperatuur opgelopen met 0,4 °C tot 10,1 °C. De warmste maand is juli (gemiddeld 18,9 °C), de koudste maand is januari (gemiddeld 0,7 °C). In de stad zelf kan het nog warmer worden dat op de luchthaven. Dit wordt veroorzaakt door de beschutte ligging aan de Main en aan de zuidkant van de Taunus, gecombineerd met het hitte-eilandeffect effect omdat het stadscentrum compact is met relatief weinig groen. Het groeiseizoen is in Frankfurt langer dan in de rest van Duitsland: vergeleken met bijvoorbeeld Berlijn krijgen de bladeren een paar weken later hun herfstkleuren en beginnen ze in de lente een paar weken eerder uit te lopen.
Tussen 1961 en 1990 viel er jaarlijks gemiddeld 675 mm regen, tussen 1971 en 2000 bedroeg de jaargemiddelde neerslag 611 mm. In juni valt gemiddeld de meeste neerslag (70,2 mm), in februari het minst (39,8 mm).

## Bevolking

### Bevolkingssamenstelling

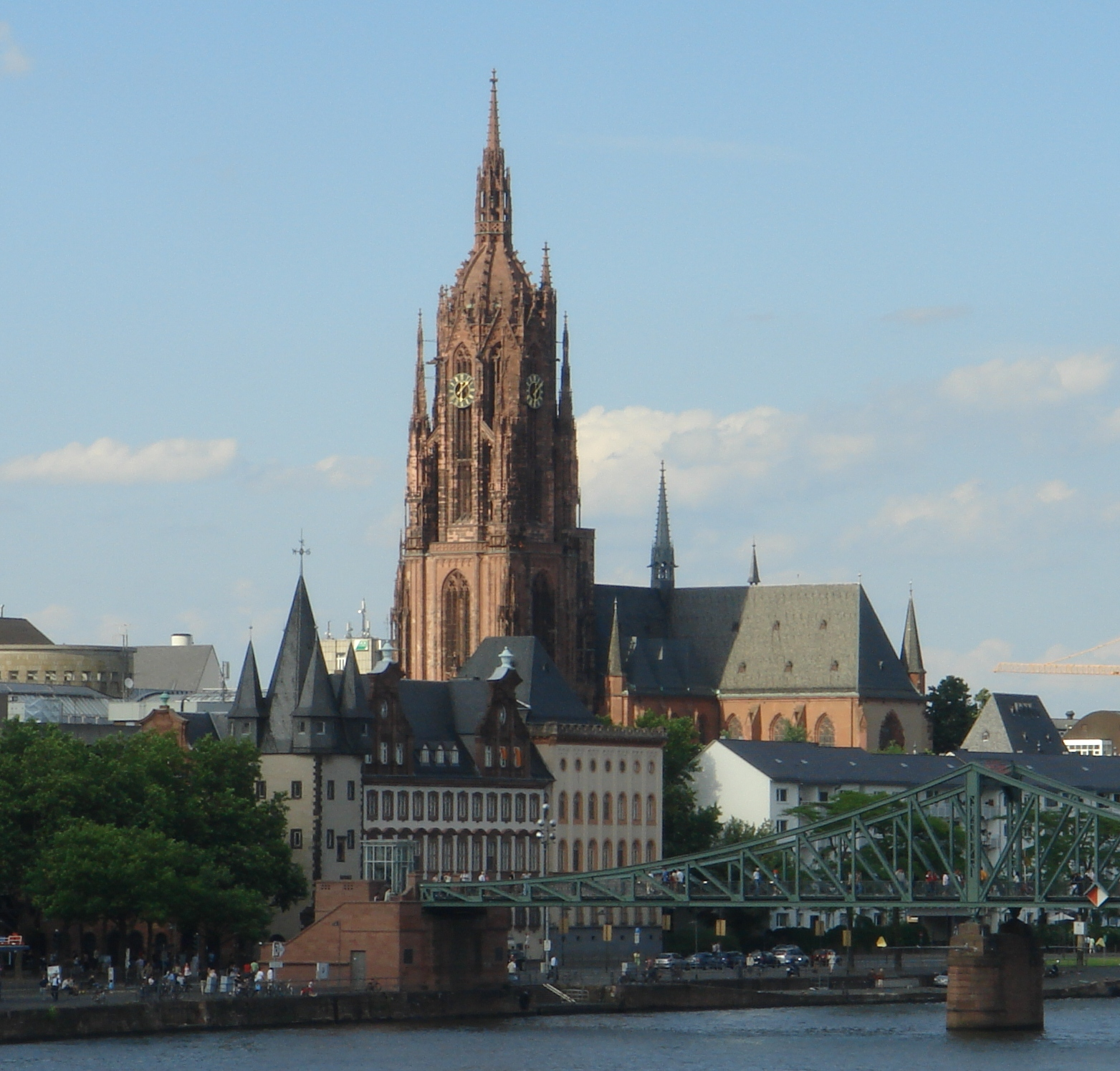
De Dom van Frankfurt is Frankfurts grootste kerkgebouw

Onder de 758.574 inwoners die Frankfurt op 31 december 2019 had, waren 227.392 buitenlanders, een percentage van 30. De tien omvangrijkste buitenlandse bevolkingsgroepen waren op 31 december 2019 de Turken (25.212), Kroaten (16.268), Italianen (15.218), Polen (12.116), Roemenen (10.726), Bulgaren (8.726), Serviërs (9.545), Indiërs (7.841), Spanjaarden (7.455) en Grieken (6.431). Op deze datum waren er 655 Belgen en ongeveer 1.652 Nederlanders geregistreerd als inwoners van Frankfurt.
Door zijn lange en veelbewogen geschiedenis, immigratiegolven en zijn internationale karakter telt Frankfurt een groot aantal verschillende religies. Sinds de Reformatie geldt de stad van oudsher als protestants, maar de katholieke geloofsgemeenschap is nooit helemaal uit de stad verdwenen en heeft een vergelijkbare omvang als de protestantse kerkgemeente. Frankfurt beschikt voorts over een van 's lands grootste joodse gemeenschappen en sinds de Tweede Wereldoorlog hebben ook andere wereldreligies in de stad voet aan de grond gezet. Bovendien hebben ook niet-religieuze levensbeschouwingen een noemenswaardige aanhang.

## Economie

### Economische basis

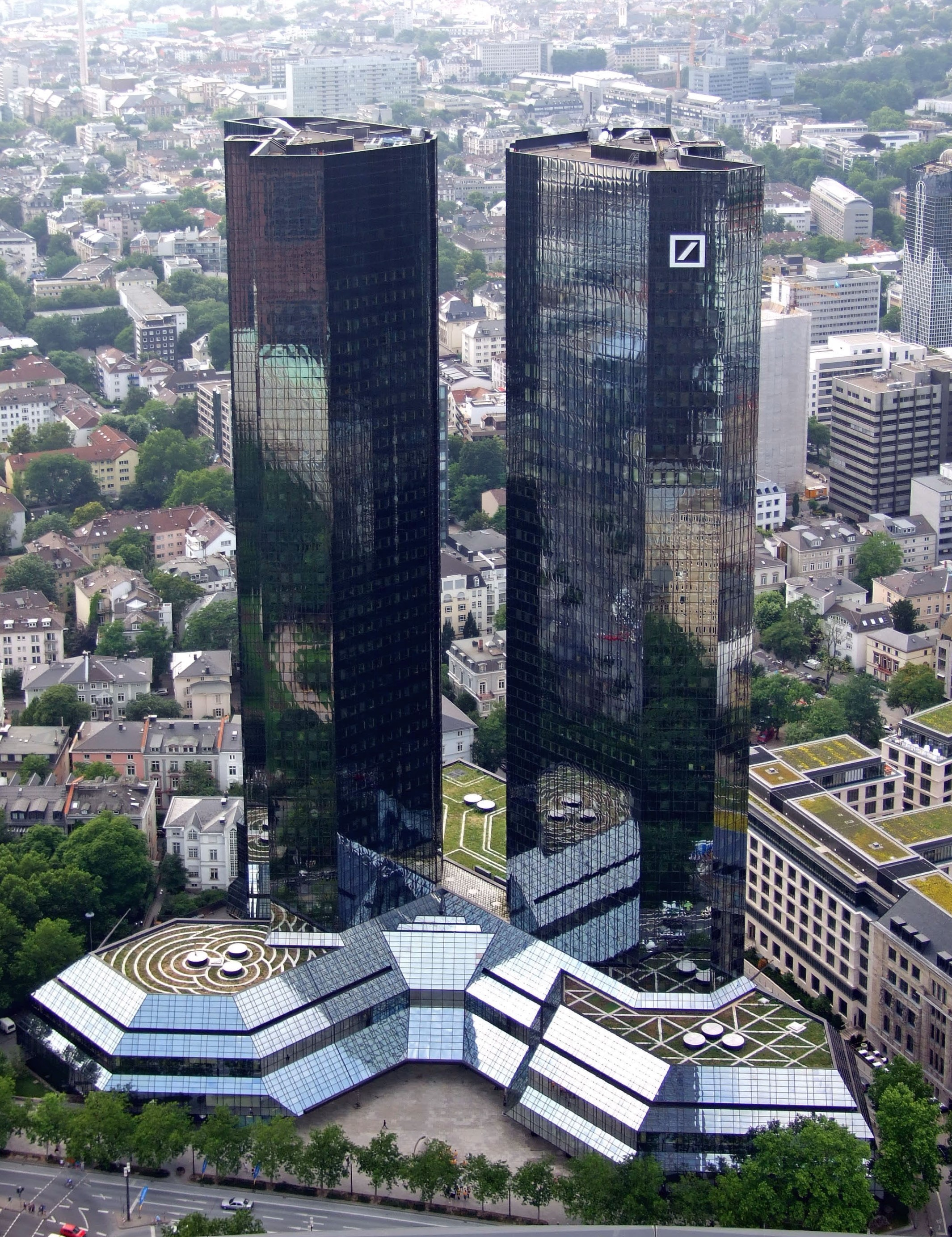
Het hoofdkantoor van Deutsche Bank

Frankfurt heeft een wereldwijde reputatie als centrum van financiën en beurzen. In de stad zijn meer dan 56.000 bedrijven gevestigd en hebben twintig van de honderd grootste Duitse ondernemingen hun hoofdzetel.
De hoofdkantoren van de drie grootste Duitse banken, Deutsche Bank, Commerzbank en DZ Bank, bevinden zich in Frankfurt am Main. In totaal hadden in 2006 zes van de tien grootste banken hun hoofdzetel in Frankfurt. Verder zijn ook de Deutsche Bundesbank, de Duitse centrale bank, en de Europese Centrale Bank, de centrale bank van de eurozone, in de stad gevestigd.
De Frankfurter Wertpapierbörse, eigendom van Deutsche Börse, is de belangrijkste effectenbeurs van Duitsland en na de London Stock Exchange de belangrijkste effectenbeurs van Europa. De belangrijkste aandelenindex van de Wertpapierbörse is de DAX, andere aandelenindices zijn onder meer de MDAX, de TecDAX en de SDAX.

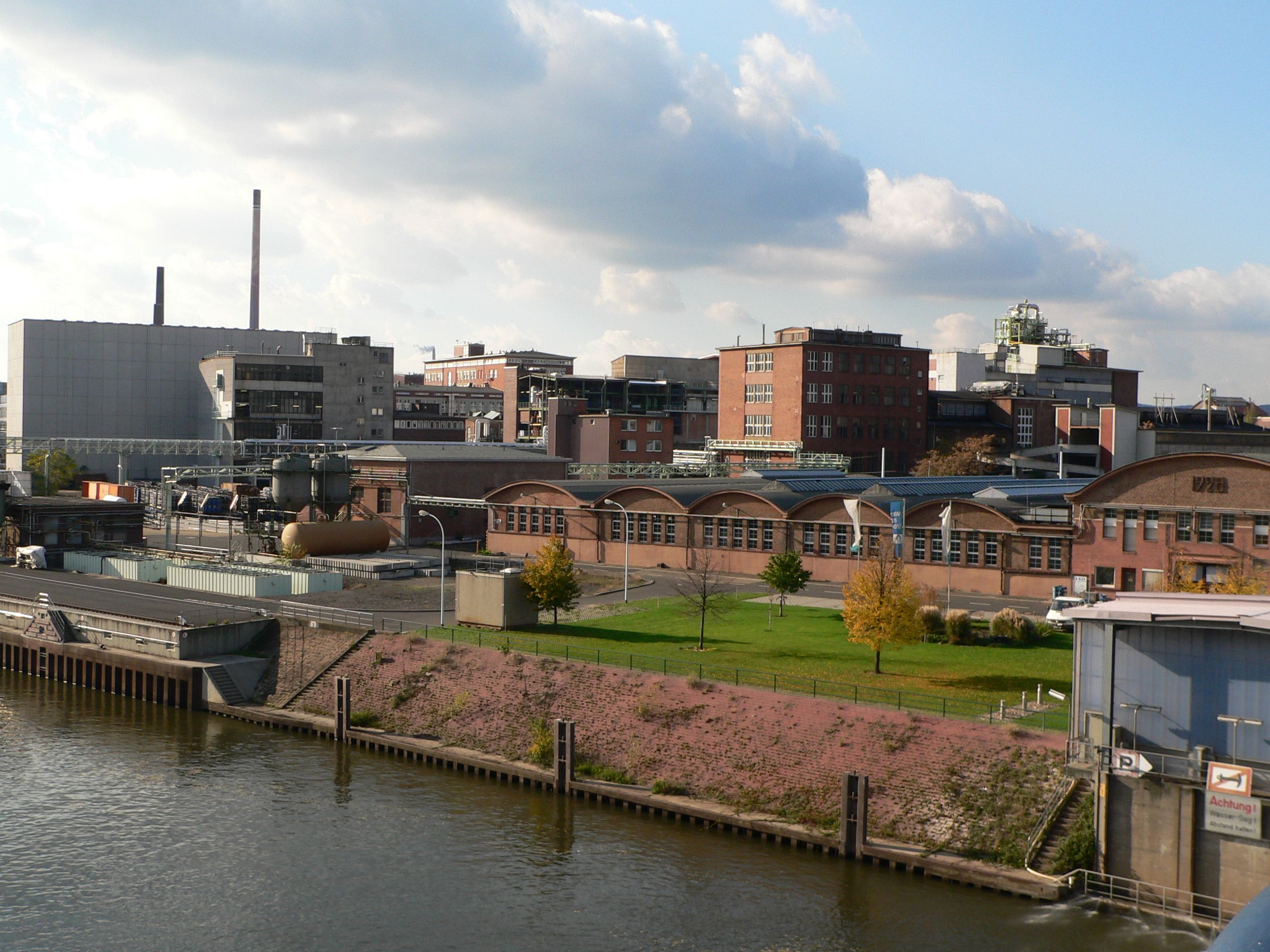
Industriepark Höchst

Naast effectenbeurzen, is Frankfurt ook een stad van handelsbeurzen. De Messe Frankfurt, waarvan de stad Frankfurt en de deelstaat Hessen alle aandelen bezitten, is een van de grootste handelsbeursbedrijven ter wereld. In 2019 behaalde de onderneming een omzet van €756,5 miljoen en had ze ruim 2600 werknemers in dienst.
Ook andere sectoren speelden en spelen een rol in de economie van Frankfurt en omgeving. Het in 1863 opgerichte Hoechst AG was een van de grootste Duitse chemische en farmaceutische concerns. Hoewel het bedrijf inmiddels is opgegaan in het Franse bedrijf sanofi-aventis, vindt op het oorspronkelijke bedrijventerrein, het Industriepark Höchst, nog een groot aantal activiteiten plaats. Op dit ruim 4 km² grote industrieterrein hebben zich inmiddels ook meer dan 90 andere bedrijven gevestigd, waaronder Akzo Nobel, Pfizer en Siemens.
De Duitse spoorwegbeheerder DB Netz heeft haar hoofdkantoor in het stadsdeel Gallus. Verder is Frankfurt onder meer de zetel van de Radeberger Gruppe, een van Duitslands grootste bierbrouwers, en van de Duitse takken van de levensmiddelenconcerns Nestlé en Ferrero en accountants- en belastingsadviseursbedrijf PricewaterhouseCoopers. Naast PricewaterhouseCoopers hebben ook de andere bedrijven van de Grote Vier, de grootste zakelijke dienstverleners, een vestiging in Frankfurt: KPMG, Deloitte en Ernst & Young.

### Werk, inkomen en levenskwaliteit

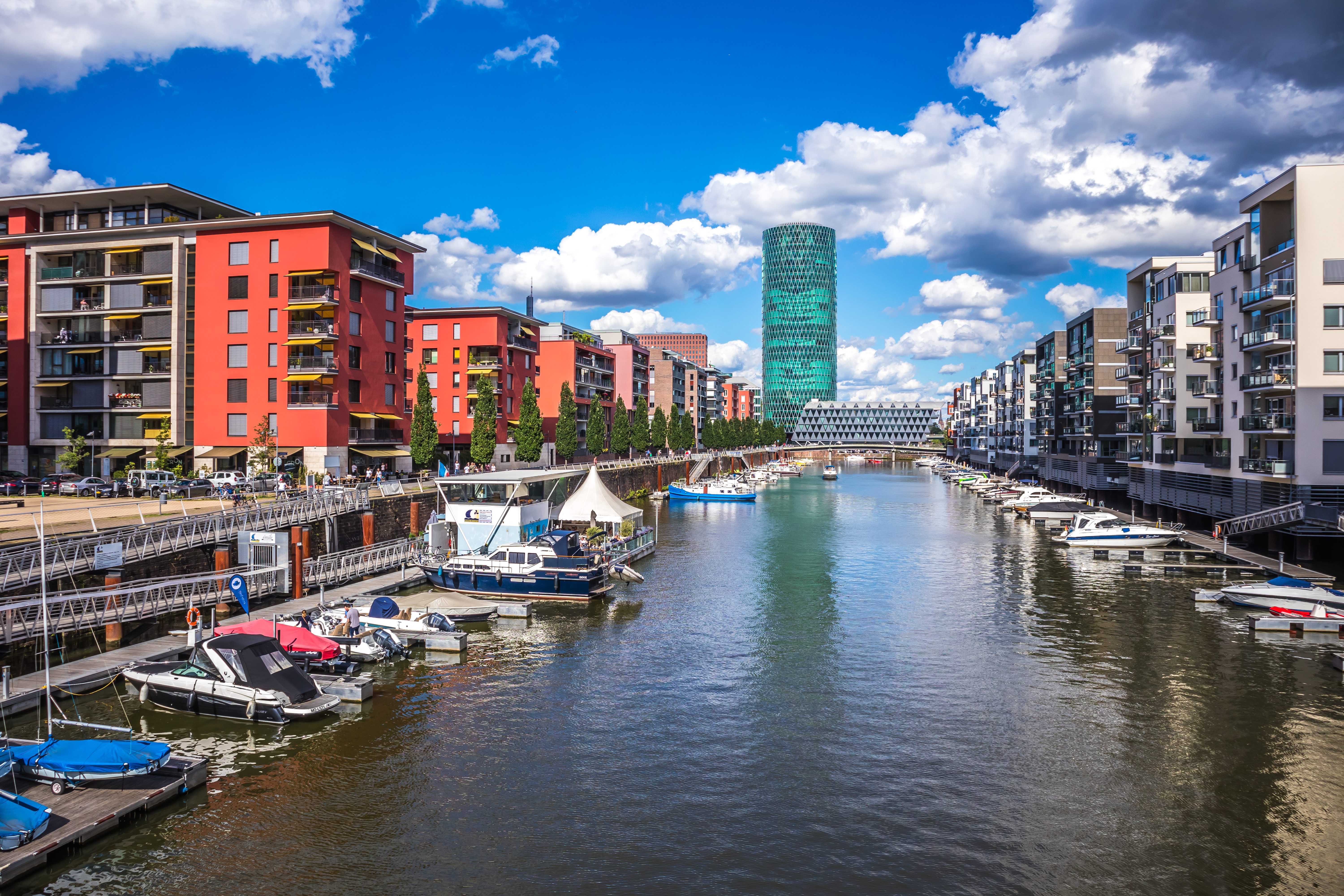
De Westhafen, in de 21e eeuw omgebouwd tot woon- en kantoorgebied.

In Frankfurt am Main waren in 2018 722.800 personen aan het werk. In dat jaar bedroeg het aantal arbeidsplaatsen per 1000 inwoners 953. Dit hoge aantal is te verklaren uit de vele forensen uit de omgeving: in 2019 waren dat er 387.518. Het werkloosheidspercentage bedroeg in 2019 5%. De luchthaven is de grootste werkplek van Duitsland met circa 70.000 personeelsleden, verspreid over ongeveer 500 bedrijven en instellingen.
Hoewel Frankfurt maar 1,7% van de oppervlakte en ongeveer 12% van de bevolking van de metropoolregio Frankfurt/Rhein-Main voor haar rekening neemt, was de stad in 2007 goed voor 22,7% van het bbp van het gebied.
Op een ranglijst van de universiteit van Liverpool uit 2001 van de rijkste steden in Europa naar bbp per inwoner eindigde Frankfurt als eerste, voor Karlsruhe, Parijs en München. Het bbp per inwoner bedroeg in 2019 € 70.639. In de Quality of living city ranking 2019 bezette de stad de zevende positie in een lijst van steden met de hoogste levenskwaliteit wereldwijd. Van de Duitse steden deden München (gedeeld 3e) en Düsseldorf (6e) het beter.

### Detailhandel
De grootste en belangrijkste winkelstraat van de stad is de 600 meter lange Zeil in de Innenstadt. Een andere winkelstraat is de Goethestraße.

## Stadsbeeld

### Sachsenhausen en de rivier de Main

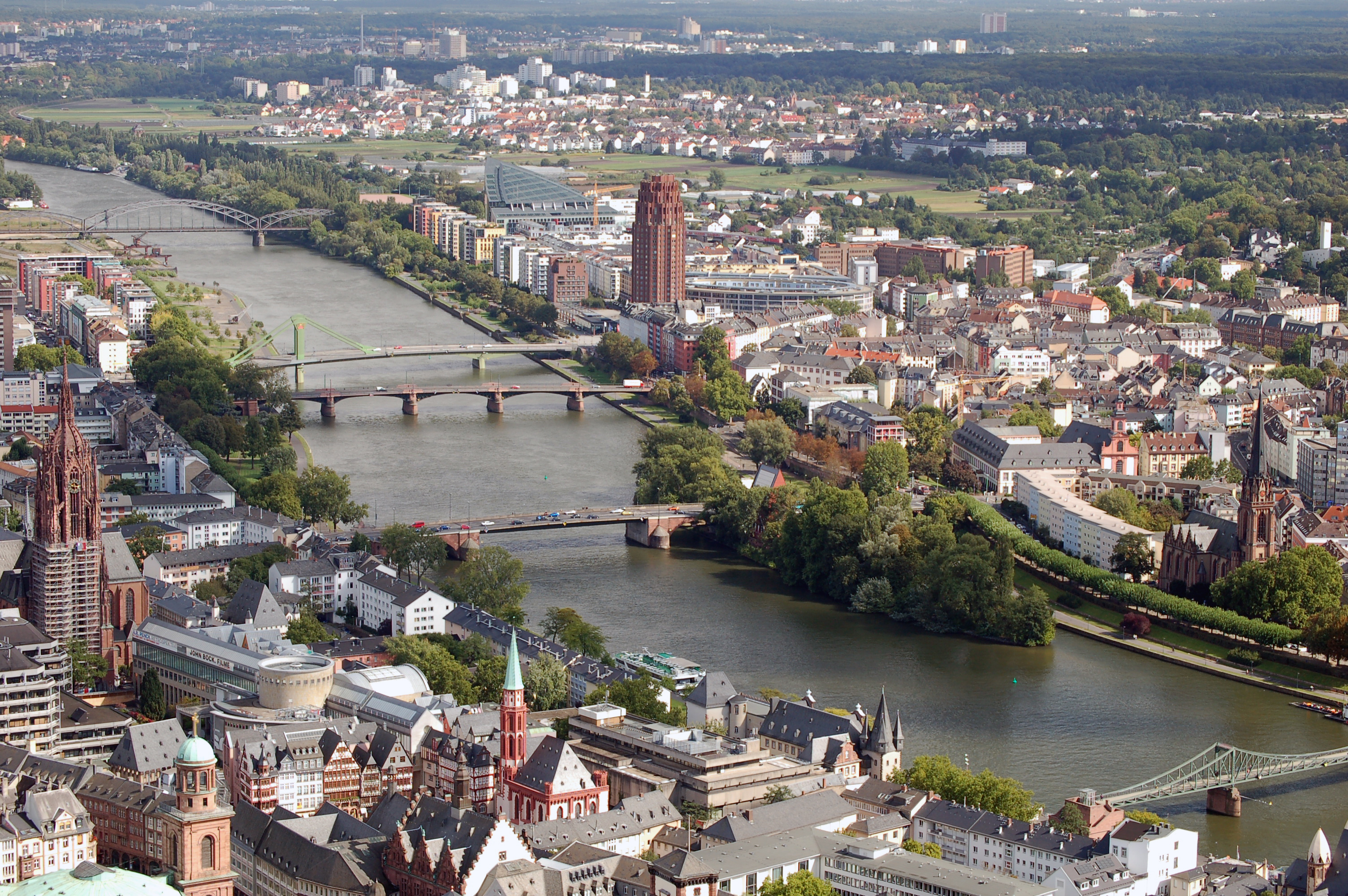
De Main wordt in Frankfurt door 19 bruggen overspannen

Aan de overzijde van de Main ligt Sachsenhausen. Ook dit stadsdeel heeft een zelfstandige geschiedenis - de oudste vermelding dateert uit 1193 - maar ook een lange geschiedenis met Frankfurt: aan het eind van de Middeleeuwen lag Sachsenhausen al binnen de verdedigingswerken van de stad. In Sachsenhausen bevinden zich de Henninger Turm, de Dreikönigskirche en de Museumsufer.
De linker- en rechterzijde van de Main worden door 19 bruggen verbonden. Historisch gezien is vooral de Alte Brücke, die tussen de Altstadt over het Maininsel naar Sachsenhausen loopt, noemenswaardig: ten minste sinds de 13e eeuw – mogelijk zelfs de 11e eeuw – is hier al sprake van een brug, maar deze werd door de eeuwen heen talloze malen beschadigd en herbouwd. Ook de karakteristieke Eiserner Steg, een voetgangersbrug, en de moderne Holbeinsteg, die de oevers verbindt ter hoogte van de Museumsufer, zijn opvallend.

### Architectuur

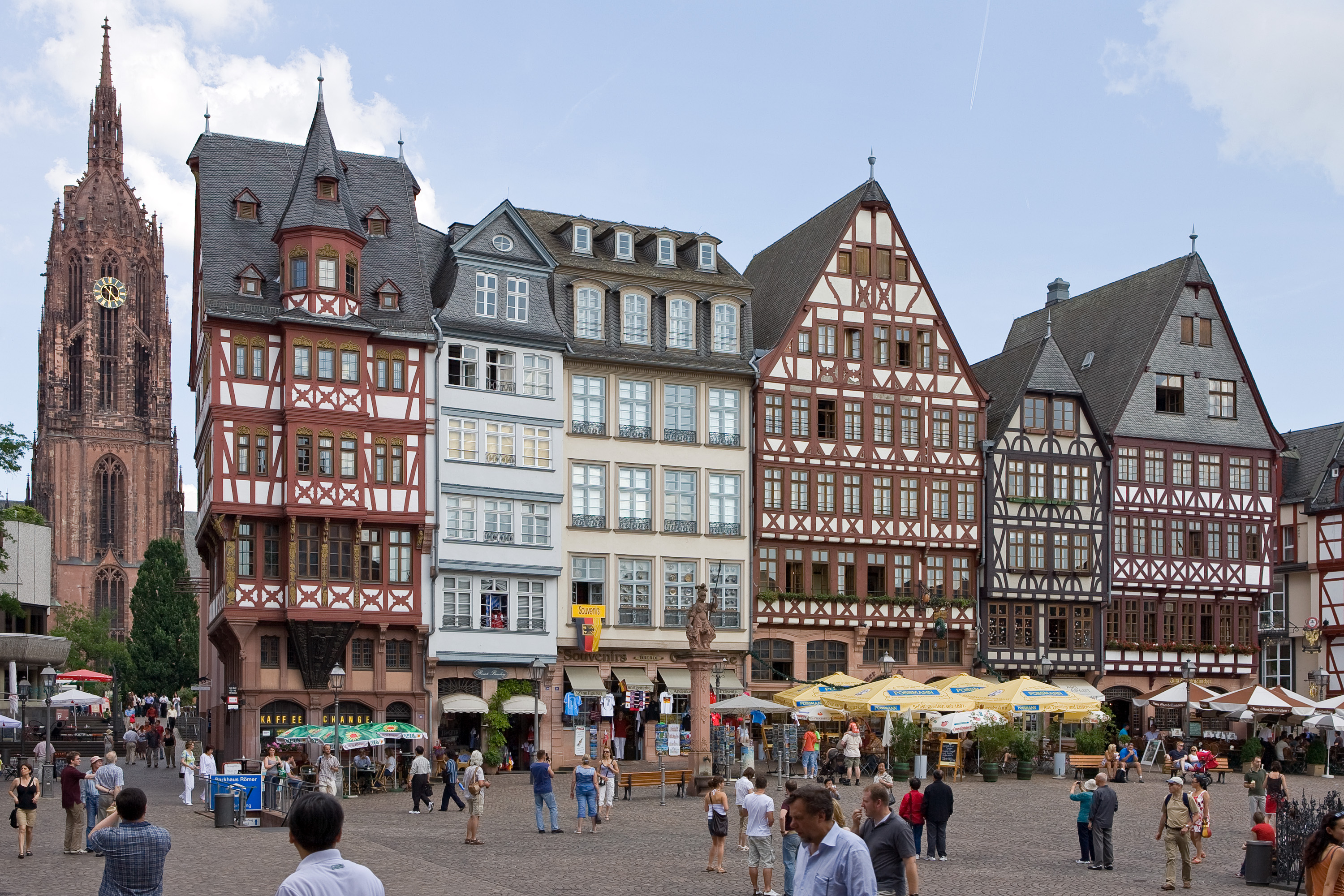
Vakwerkhuizen aan de Römerberg, met de Domkerk in de achtergrond

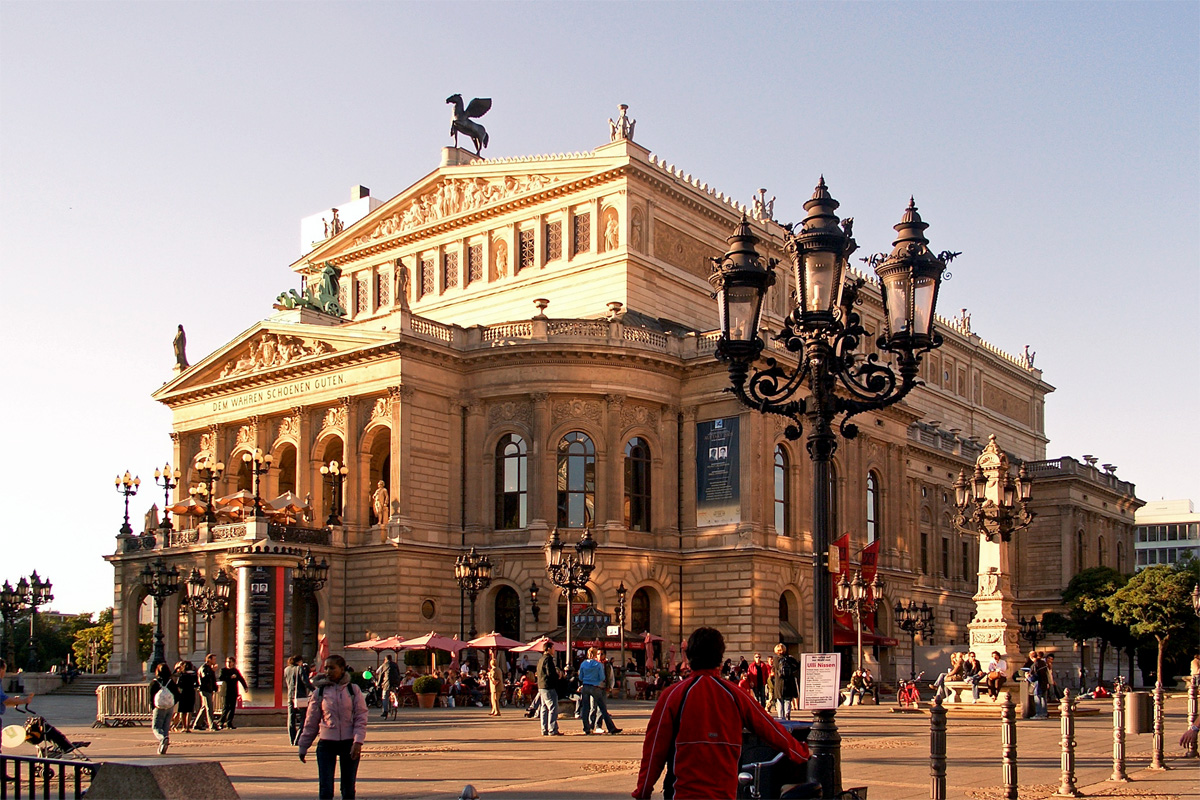
De Alte Oper aan de Opernplatz

De Frankfurter binnenstad ligt aan de noordelijke oever van de Main. Het stadsbeeld van deze middeleeuwse Altstadt, die ooit de grootste was van Duitsland, is sterk beïnvloed door de Tweede Wereldoorlog. Van de vakwerkhuizen in de Altstadt doorstond enkel het Haus Wertheim de oorlog intact. Desondanks is het gebied, mede dankzij de herbouw van een groot aantal monumentale bouwwerken, nog steeds rijk aan bezienswaardigheden. Het centrale plein in de binnenstad is sinds de middeleeuwen de Römerberg. Aan dit plein liggen onder meer de Römer (het middeleeuwse stadhuis van Frankfurt), de Alte Nikolaikirche, de ingang van het Historische Museum en een aantal vakwerkhuizen; midden op het plein staat de Gerechtigkeitsbrunnen. Verder bevinden zich in dit gebied de Sint-Paulskerk, de Sint-Catharinakerk en de Dom van Frankfurt, en verscheidene musea. Aan het adres Großer Hirschgraben 23 bevindt zich het Goethe-Haus, het in 1947 herbouwde geboortehuis van de beroemde schrijver Johann Wolfgang von Goethe.
Andere kerkgebouwen in Frankfurt zijn de Sint-Justinuskerk, Sint-Leonarduskerk, Oude Nicolaaskerk en Driekoningenkerk.
De vakwerkhuizen rond de markt zijn reconstructies en werden lang na de oorlog, in 1981, herbouwd. De historiserende reconstructie was een reactie op de bouw van het omstreden "Historisches Museum Frankfurt", een modern betonnen gebouw dat ook aan de Römer ligt.

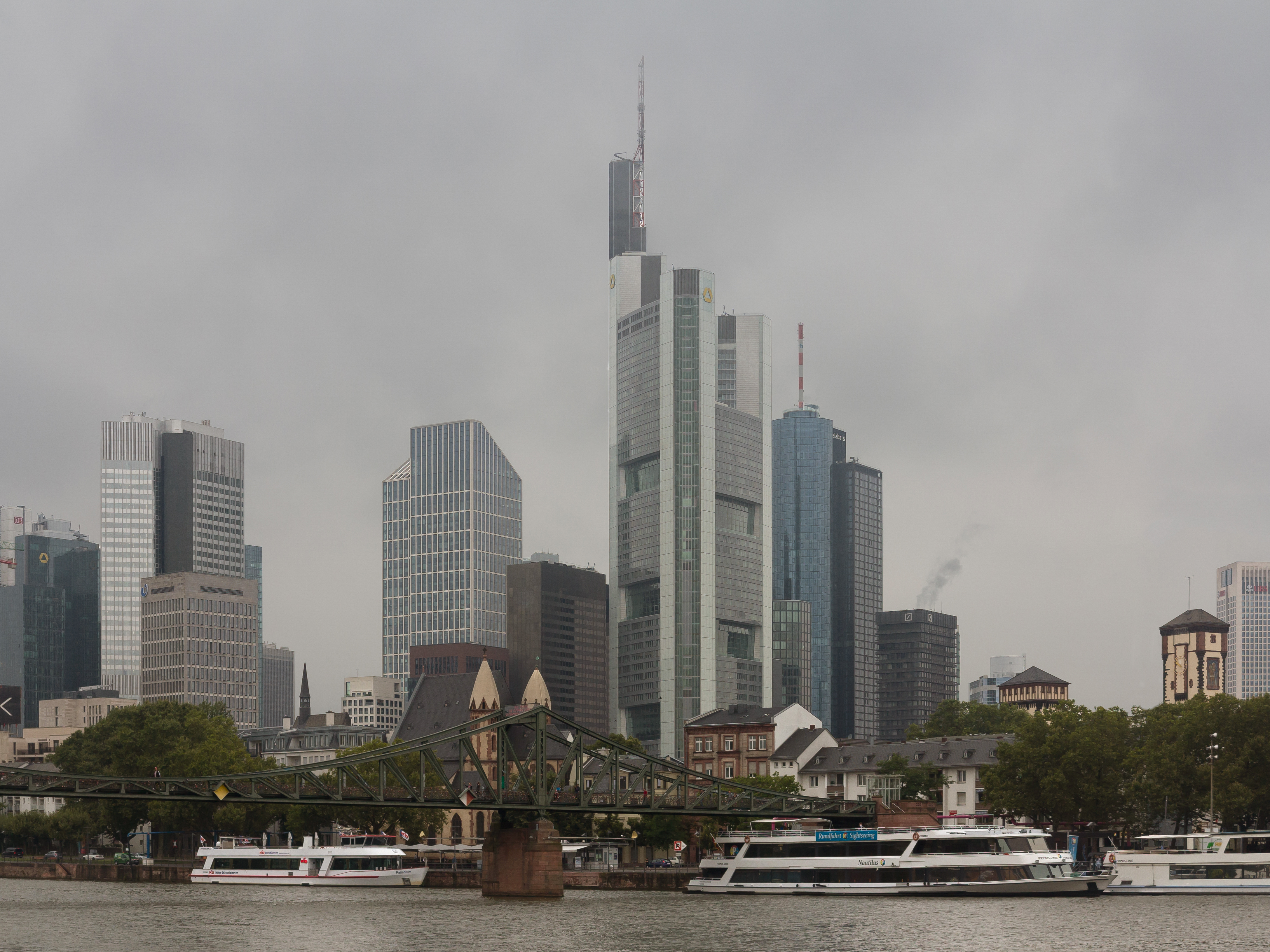
Frankfurt am Main, skyline met de brug de Eisernen Steg

 In september 2018 kwam naast de markt een nieuw gereconstrueerd gebied gereed met smalle straatjes en pleinen, met 19 reconstructies van middeleeuwse huizen met originele onderdelen in de gevels die bewaard waren gebleven en 20 bijpassende nieuwbouwhuizen.
Rond de Altstadt ligt de Innenstadt, die in de 14e eeuw als Neustadt werd aangelegd en door een stadsmuur werd omgeven. Een al in de hoge middeleeuwen aangelegde stadsmuur rond de Altstadt bleef nog enkele eeuwen bestaan en scheidde zo de Alt- en Neustadt. Pas in de 16e eeuw werd begonnen met de afbraak van deze oorspronkelijke stadsomwalling. In de 17e eeuw werd de bestaande stadsmuur uitgebreid tot een schans, maar al vroeg in de 19e eeuw werd ook deze stadsmuur afgebroken. Er bevinden zich op de plaats van deze verdedigingswerken de Wallanlagen, een ringvormig park rond de twee oude stadsdelen. De Innenstadt telt ook een aantal bezienswaardigheden, zoals de Alte Oper, de Eschenheimer Turm, de Hauptwache, de Wertpapierbörse, de grote winkelstraat Zeil en enkele wolkenkrabbers.

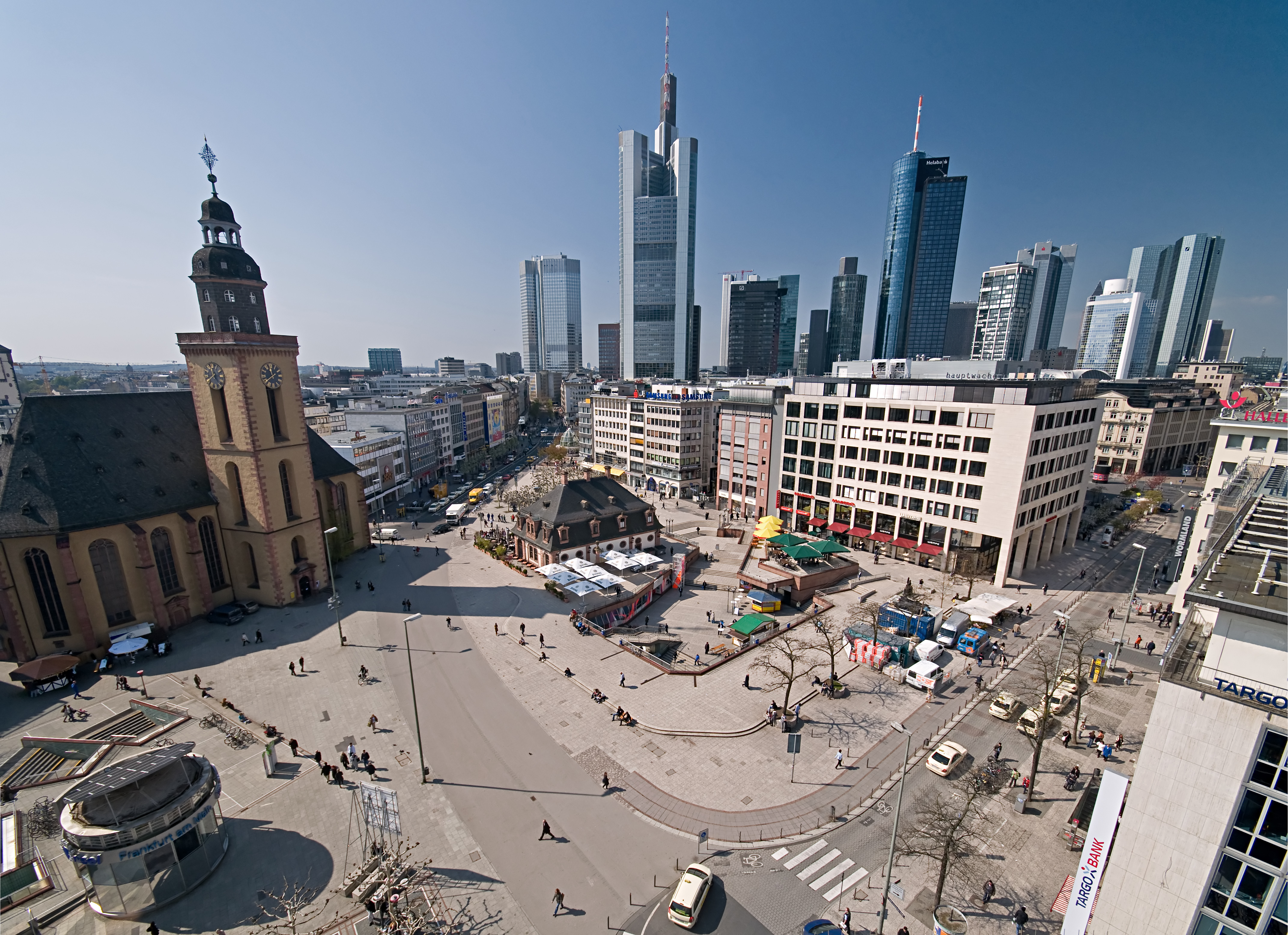
De Hauptwache en de hoogbouw in het Bankenviertel

De Frankfurter hoogbouw begon in de jaren 50 van de 20e eeuw, met gebouwen van maximaal tegen de 70 meter. In de jaren 60 en 70 werden de grenzen van 100 respectievelijk 150 meter overschreden. Begin 21e eeuw is Frankfurt in zowel Duitsland als Europa een van de weinige steden met een groot aantal wolkenkrabbers. Tien bouwwerken halen de hoogte van 150 meter. Daarnaast waren tot 2013 twee wolkenkrabbers van deze hoogte in aanbouw. Deze twee meegerekend bezet Frankfurt de eerste acht plaatsen in een overzicht van de hoogste gebouwen in Duitsland en zelfs de eerste dertien plaatsen in de top-14. Alleen Bonn heeft als andere Duitse stad een toren met een hoogte boven de 150 meter (de Post Tower, met een hoogte van 163 meter). De meeste wolkenkrabbers staan in het westelijk deel van het stadscentrum, dat bekendstaat als het Bankenviertel. De hoogste wolkenkrabber in Frankfurt is de 259 meter hoge Commerzbank Tower, het hoofdkwartier van Commerzbank en van 1997 tot 2003 het hoogste gebouw van Europa, een titel die eerder al in handen was van het Westend Gate, de Silver Tower en de Messeturm. Het hoogste bouwwerk in Frankfurt is echter geen wolkenkrabber, maar de Europaturm, een telecommunicatiezendmast met een hoogte van 337,5 meter.

### In geannexeerde plaatsen

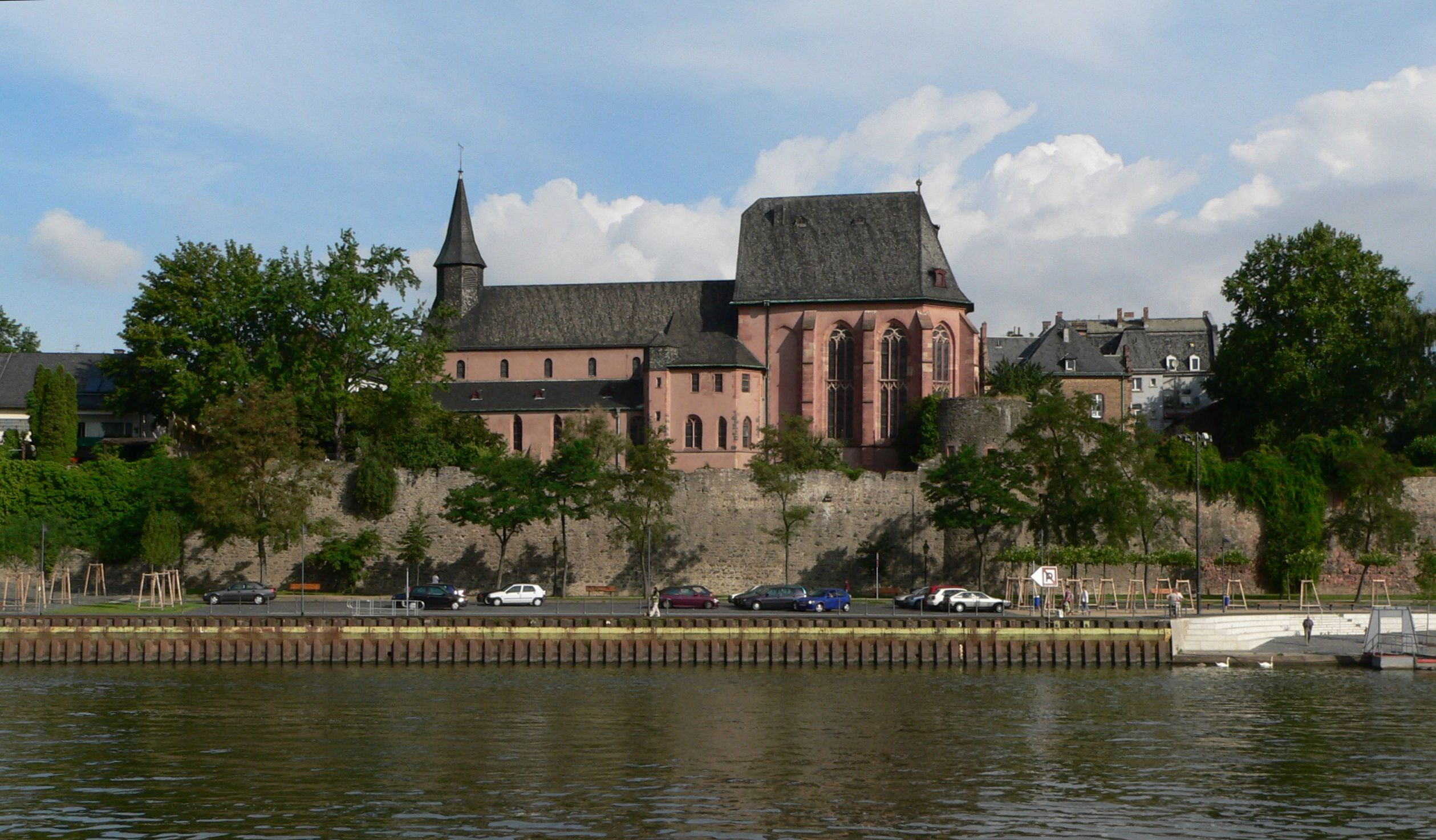
Het oudste gebouw in Frankfurt: de Justinuskirche in Höchst

In de eerste helft van de 19e eeuw werd Frankfurt buiten de Innenstadt uitgebreid met de stadsdelen Westend, Nordend en Ostend, later ontstond op de plaats van drie voormalige treinstations het Bahnhofsviertel. In de 20e eeuw breidde Frankfurt daarnaast uit door een groot aantal omliggende gemeenten te annexeren en tot Stadtteil te maken. Een van deze gemeenten was het in 1928 geannexeerde Höchst, dat in tegenstelling tot de meeste andere nieuwe Stadtteilen een echte oude stad was met een eigen geschiedenis. In 2015 is Höchst, gelegen aan de monding van de Nidda, in het westen van Frankfurt, nog altijd een belangrijk stedelijk subcentrum. Höchst bezit een eigen binnenstad, die onder andere het oudste nog bestaande bouwwerk van heel Frankfurt herbergt: de 9e-eeuwse Justinuskirche. Een andere stadsdeel met een eigen geschiedenis is Bergen-Enkheim, dat ligt in het oosten van Frankfurt en reeds in de 13e eeuw als één gezamenlijke dorpsgemeenschap bestond en kort voor de annexatie in 1977 de status van stad verkreeg. Bergen-Enkheim en de andere in de jaren zeventig geannexeerde plaatsen - Harheim, Kalbach, Nieder-Eschbach en Nieder-Erlenbach - hebben hun landelijk karakter door de annexatie niet verloren.

### Natuur

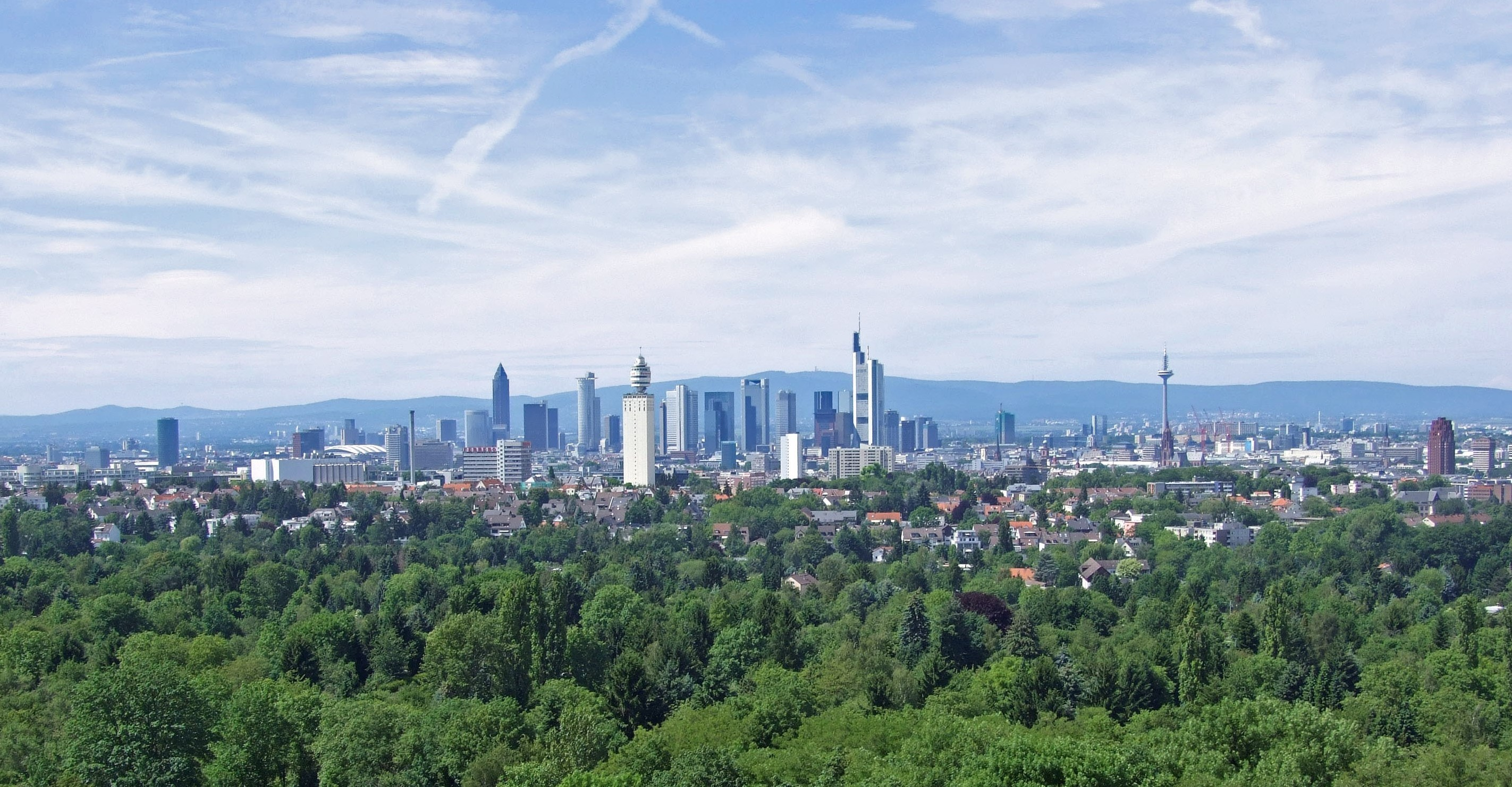
Gezicht op Frankfurt, met op de voorgrond het Frankfurter Stadtwald

Natuurgebieden namen qua oppervlakte in Frankfurt in 2007 meer dan 3.800 hectare in, ruim 15% van de totale oppervlakte van de stad. Er zijn meer dan 50 groene gebieden in de stad, verspreid over de verschillende stadsdelen.
Rondom de stad ligt de uitgestrekte, 8.000 hectare grote Frankfurt Grüngürtel. In 1991 werd door het stadsbestuur besloten het gebied als groengordel te ontwikkelen en in 1994 werd het door de deelstaat tot beschermd natuurgebied verklaard. Globaal loopt de gordel vanaf de monding van de Nidda in Höchst in westelijke richting mee met deze rivier tot aan Berkersheim, buigt dan in zuidelijke richting af naar de Main en loopt aan de andere kant van de Main rond de zuidelijke wijken terug naar de Main bij Höchst. Onderdeel van de Grüngürtel is het Frankfurter Stadtwald in het zuiden van de stad, dat met een oppervlakte van circa 5.000 hectare het grootste binnenstedelijke bos van Duitsland is. Ook de Schwanheimer Düne, het Volkspark Niddatal, de Berger Rücke, het Huthpark, het Enkheimer Ried, het Seckbacher Ried behoren tot de Grüngurtel, net als nog vele andere parken en natuurgebieden. Een groot park dat in de stad zelf ligt en niet tot de groengordel behoort, is het Grüneburgpark, dat zich bevindt op de plaats van een voormalig slot. Op de plaats van de vroegere, gesloopte stadsmuur liggen tegenwoordig de Wallanlagen.
Frankfurt telt twee botanische tuinen: de gemeentelijke Palmengarten en de aangrenzende botanische tuin van de Goethe-universiteit. Oostelijk van de Innenstadt ligt de Zoo Frankfurt, de op een na oudste dierentuin van Duitsland en het onderkomen van meer dan 4500 dieren van zo'n 500 verschillende soorten. Van veel kleinere omvang is de Kobelt-Zoo in het zuidwesten van de stad, dat enkele tientallen diersoorten herbergt. Er zijn daarnaast bijna 50 begraafplaatsen, waarvan een groot aantal parkachtig zijn aangelegd. De grootste begraafplaats is de Hauptfriedhof. De begraafplaats, die een oppervlakte van ruim 70 hectare omvat, vormt samen met twee naastgelegen joodse begraafplaatsen een groengebied in de wijken Nordend en Eckenheim. In het zuidelijke stadsdeel Oberrad bevindt zich het ereveld Frankfurt, waar enkele honderden Nederlandse soldaten en oorlogsslachtoffers begraven liggen en herdacht worden op een monument.

## Cultuur

### Bezienswaardigheden

#### Musea

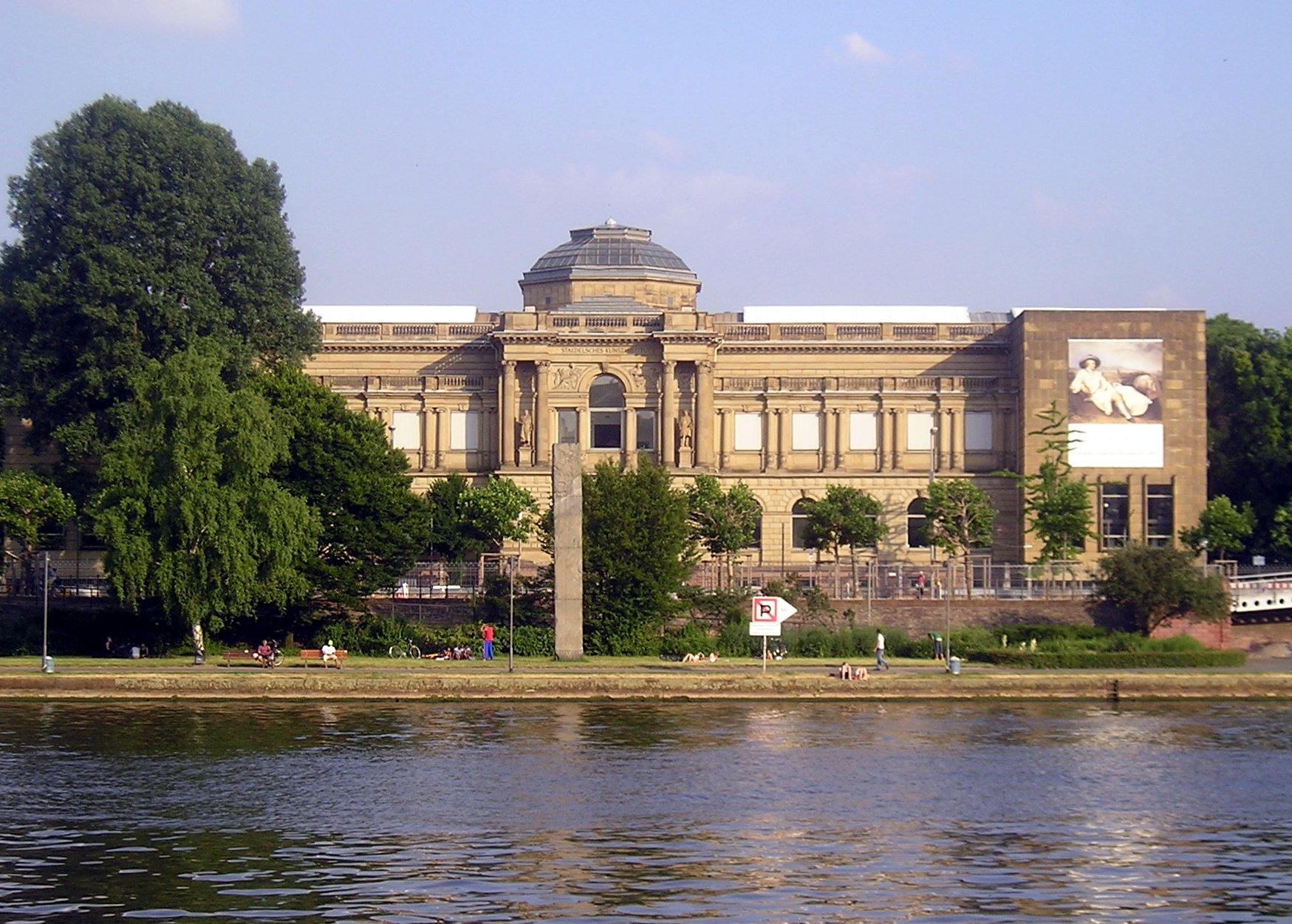
Het Städel is een van de voornaamste kunstmusea van Duitsland

Frankfurt heeft een uitgebreid en gevarieerd aanbod aan culturele instellingen. In totaal zijn er 60 musea en galerieën, waarvan een belangrijk deel zich bevindt aan de oevers van de Main. Sinds de jaren tachtig is met name de zuidzijde van de rivier, de Schaumainkai, uitgebouwd tot de Museumsufer (museumoever). Dit museumcluster, vergelijkbaar met het Museumsinsel in Berlijn en het Kunstareal in München, strekt zich uit van de Eiserner Steg tot de Friedensbrücke en telt 13 musea, waaronder het Liebieghaus, het Deutsches Architekturmuseum, het Deutsches Filmmuseum, het Museum Für Kommunikation, het Museum der Weltkulturen en het Museum für Angewandte Kunst. Het belangrijkste museum hier is echter het Städelsches Kunstinstitut und Städtische Galerie, dat Europese beeldende kunst uit de afgelopen zeven eeuwen herbergt in de vorm van 2700 schilderijen (waarvan er 600 tentoongesteld worden), 600 beelden en 10.000 tekeningen en drukgrafieken. Jaarlijks vindt er het Museumsuferfest plaats.
Naast de Museumsufer herbergt ook de Altstadt, aan de noordzijde van de Main, verschillende musea. Voor moderne kunst is er het Museum für Moderne Kunst en voor exposities is er sinds 1986 de Schirn Kunsthalle Frankfurt. Beide bevinden zich in de omgeving van de Römerberg en de Kaiserdom, die zelf ook over een museum beschikt. Voorts valt er kunst te bezichtigen in de Frankfurter Kunstverein, gevestigd tegenover de Schirn Kunsthalle, de Neue Portikus, de expositieruimte van de Städelschule, en een groot aantal andere musea en galerieën.
Het Archäologische Museum, het Historische Museum en het Jüdische Museum belichten alle drie de geschiedenis van de stad. Naturmuseum Senckenberg is het grootste natuurhistorische museum van Duitsland en omvat onder meer een grote verzameling dinosaurusskeletten. Op technisch gebied zijn er naast het eerder genoemde Museum für Kommunikation het Verkehrsmuseum over de geschiedenis van stads- en streekvervoer in de stad en de regio, het Feldbahnmuseum met een verzameling operationele smalspoortreinen, de toeristische spoorweg van de vereniging Historische Eisenbahn en de Technische Sammlung Hochhut met een collectie van historische auto's, motoren en motorfietsen. Verder zijn er het Geldmuseum van de Deutsche Bundesbank, het museum EXPLORA over optische en andere illusies en het Hindemith Kabinett over het leven en werk van de componist en musicus Paul Hindemith.

### Evenementen

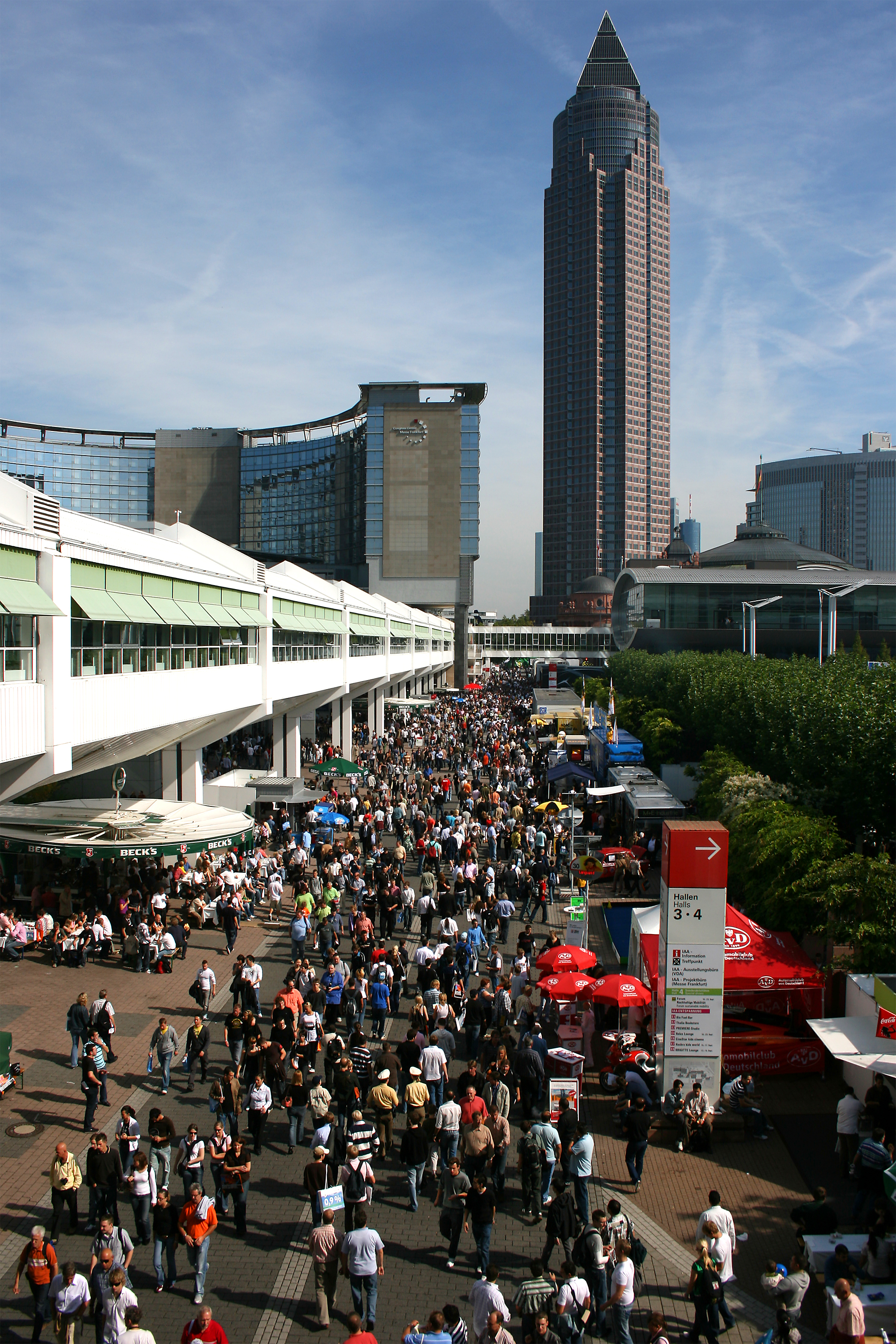
Het Frankfurter beurzencomplex tijdens de IAA 2007

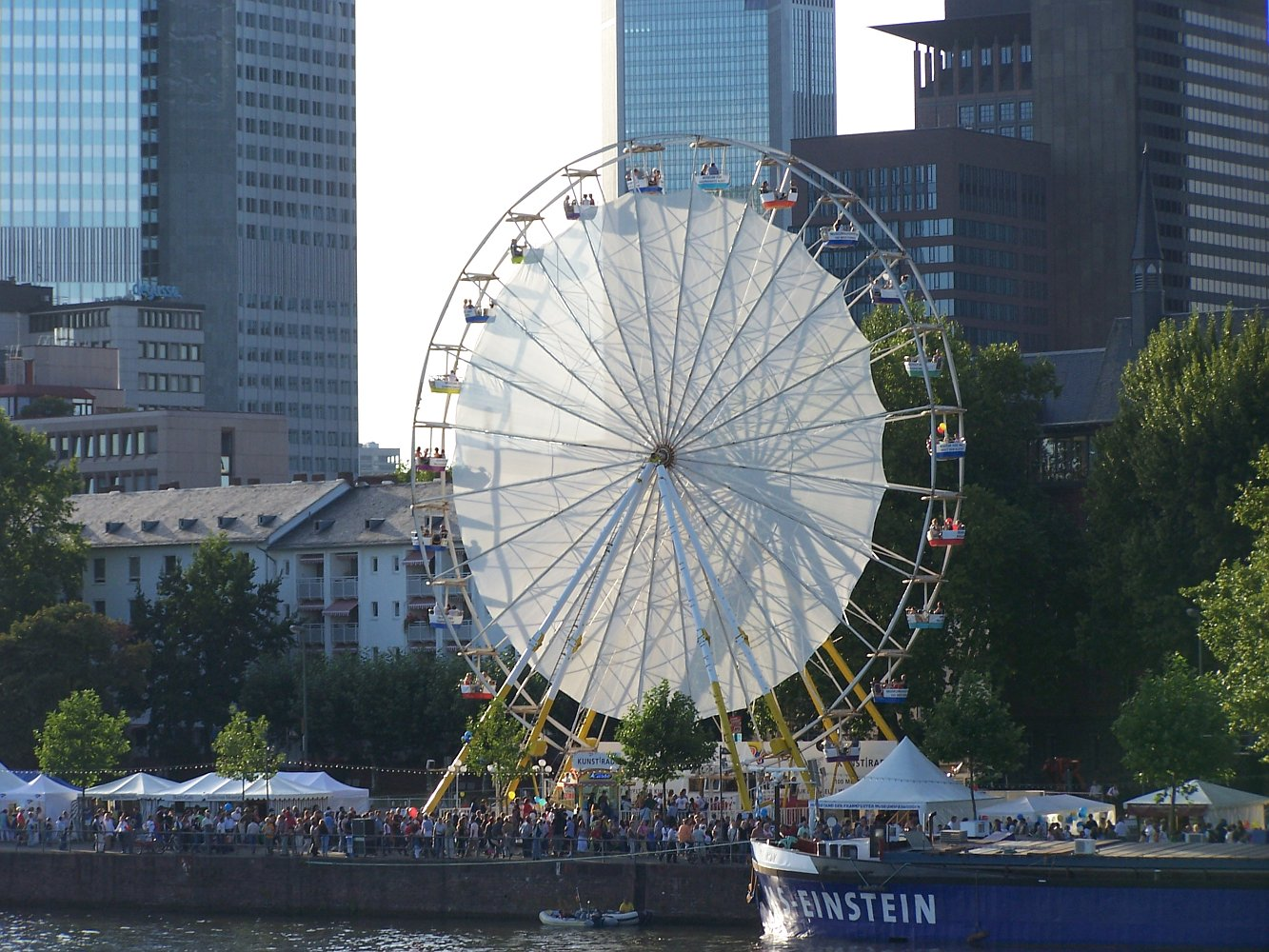
Het Museumsuferfest in 2005

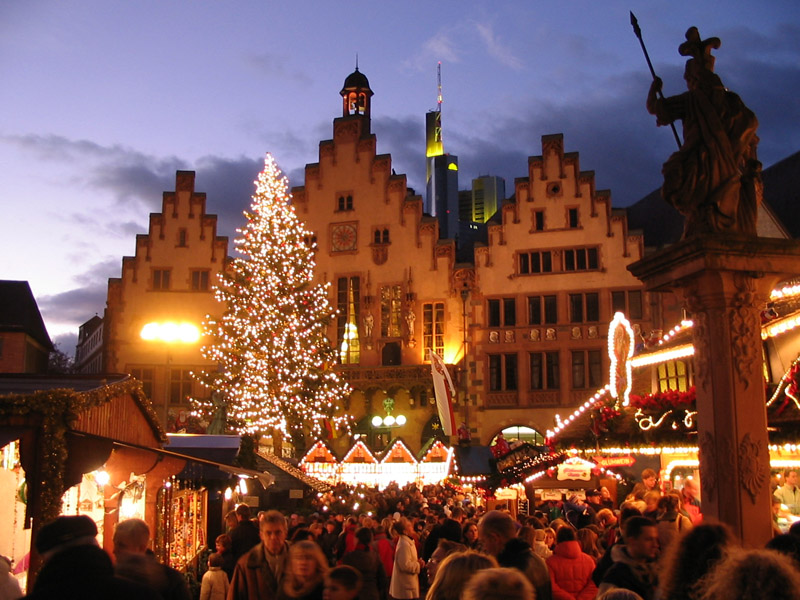
De Römerberg tijdens de kerstmarkt in 2003

Frankfurt staat bekend om zijn handelsbeurzen, die al sinds de middeleeuwen in de stad worden gehouden. Anno 2015 is het grote beurzencomplex Messe Frankfurt jaarlijks het toneel van ongeveer 40 beurzen en tentoonstellingen, waaronder de traditionele Frankfurter Buchmesse en de tweejaarlijkse Internationale Automobilausstellung (IAA), die beide internationale faam genieten en wereldwijd de grootste in hun soort zijn. Met ongeveer 38.000 exposanten en 2,5 miljoen bezoekers (2007) is Frankfurt de grootste beurzenaccommodatie van Europa.
Het jaarlijks georganiseerde Museumsuferfest is een van de grootste culturele evenementen van Duitsland, dat verspreid over drie dagen meer dan 3 miljoen bezoekers trekt. Het evenement wordt georganiseerd in het laatste weekend van augustus, hoofdzakelijk aan de oevers van de Main in de stadskern. Veel musea, zowel aan de rivieroevers als daarbuiten, zijn tot laat geopend en verder zijn er tal van podia voor kunst, muziek en dans. Onderdeel van het evenement zijn onder meer een reeks orgelconcerten, een drakenbotenrace over de Main en een afsluitende vuurwerkshow.
Onder de naam Wäldchestag vindt vanaf Pinksterzaterdag tot en met de dinsdag erna, de eigenlijke Wäldchestag, in het Stadtwald een kermis plaats. Omdat in het verleden tijdens het festival veel winkels gesloten waren en arbeiders vrij kregen, wordt het festival schertsend aangeduid als Frankfurts eigen nationale feestdag. Een andere kermis is de Dippemess, die tweemaal per jaar wordt gehouden en de grootste kermis in het Rijn-Maingebied is. De geschiedenis en de naam zijn terug te voeren op de oorspronkelijke, middeleeuwse inhoud: een markt voor huishoudartikelen, met name aardewerken potten, die in het lokale dialect Dippe genoemd worden.
Zoals veel Duitse steden, heeft Frankfurt een kerstmarkt. Met een geschiedenis die teruggaat tot 1393, met 200 kramen en tot 3 miljoen bezoekers behoort de Frankfurter Weihnachtsmarkt zelfs tot de grootste kerstmarkten van het land.
Op de evenementenkalender staan verder onder andere de grote carnavalsoptocht, het Mainfest, de Christopher Street Day, de Nacht der Museen, het Rosen- und Lichterfest, het Opernplatzfest, de Rheingauer Weinmarkt en het onregelmatig gehouden Wolkenkratzer-Festival. Ook in de wijken worden vaak lokale evenementen georganiseerd, zoals het Höchster Sloßfest in de binnenstad van Höchst, de Bernemer Kerb in Bornheim, de Berger Markt in Enkheim en het Schweizer Straßenfest in Sachsenhausen.
Verder wordt sinds het jaar 2000 om de twee jaar het lichtfestival Luminale georganiseerd.

### Gastronomie
De traditionele drank uit Frankfurt en omgeving is de appelwijn (Duits: Apfelwein of Äbbelwoi in het lokale dialect), die al enige eeuwen in de streek geproduceerd wordt. Typische gerechten zijn de Grüne Soße (groene saus: een saus met karnemelk, kwark, yoghurt en kruiden), Frankfurter Rippchen of Rippchen mit Kraut (krabbetjes met zuurkool) en de Handkäs mit Musik (handkaas met muziek, een naam die verwijst naar de "winderige" eigenschappen van de uien in de marinade).
Beroemde zoetigheden uit de Frankfurter keuken zijn de Frankfurt Brenten en Bethmännchen, de Haddekuche en de Frankfurter Kranz.

### Sport
In 1894 werd met Frankfurter FC Germania 1894 de eerste club van de stad opgericht. Tot begin jaren dertig was deze club meestal actief in de hoogste klasse. Eintracht Frankfurt, dat begin jaren twintig ontstond door een fusie is de bekendste club van de stad. Van bij de oprichting van de Bundesliga in 1963 tot midden jaren negentig was de club een vaste waarde, sindsdien zijn ze enkele keren op en neer gegaan. Sinds 2012 speelt de club terug in de Bundesliga. FSV Frankfurt was voor de Tweede Wereldoorlog ook redelijk succesvol, maar zakte later weg. Na enkele promoties speelde de club van 2008 tot 2016 in de 2. Bundesliga. Sinds 2017 komt FSV Frankfurt uit in de Regionalliga Südwest. De vrouwenvoetbalclub: 1. FFC Frankfurt is de succesvolste club in het Duitse vrouwenvoetbal.
Frankfurt was speelstad bij het WK Voetbal van 1974 en 2006 en het EK Voetbal van 1988 en 2024. De wedstrijden werden gespeeld in het stadion dat het meest bekend staat onder de naam Waldstadion.
Niet alleen op voetbalgebied speelt Frankfurt mee op het hoogste niveau. De ijshockeyclub Frankfurt Lions en de basketbalclub Skyliners Frankfurt komen eveneens uit in de hoogste nationale divisie van hun sport. Het voormalige American footballteam Frankfurt Galaxy was ook afkomstig uit de stad, maar toen in 2007 de NFL Europa ophield te bestaan, werd ook team opgeheven. De Frankfurt Universe is de opvolger van de Frankfurt Galaxy.
De wielerwedstrijd Rund um den Henninger-Turm, inmiddels omgedoopt tot Eschborn-Frankfurt, heeft zijn start en aankomst in Frankfurt en wordt sinds de oprichting in 1962 jaarlijks verreden op 1 mei, de Dag van de Arbeid. De marathon van Frankfurt is de oudste stadsmarathon van Duitsland en met 9464 gefinishten in 2008 een van de grootste marathons van het land.

## Verkeer en vervoer
Dankzij de centrale ligging is Frankfurt am Main een van de belangrijkste verkeersknooppunten in Europa. Spoorwegen, wegverkeer, de binnenscheepvaart en de luchtvaart komen samen ter hoogte van Frankfurt.

### Autoverkeer
De Autobahnen rond om Frankfurt behoren tot de drukste wegen van Duitsland. De stad is direct aangesloten op in totaal 5 Bundesautobahnen. Tussen het centrum van de stad en Höchst ligt van noord naar zuid de A5, die vanaf Hattenbach langs Frankfurt tot Bazel in Zwitserland voert. Ten zuiden van de stad ligt de A3, die in zuidoostelijke richting Midden- en Zuid-Duitsland doorkruist. De A66 uit Wiesbaden wordt in de stad deels onderbroken en voert vervolgens verder richting Fulda. De 40 kilometer lange A661 voert vanuit de Taunus tot Egelsbach. Korter is de A648, die over een afstand van 6 kilometer het centrum met de A5 en de A66 verbindt. Daarnaast zijn nog verschillende autowegen deels tot snelweg uitgebouwd.

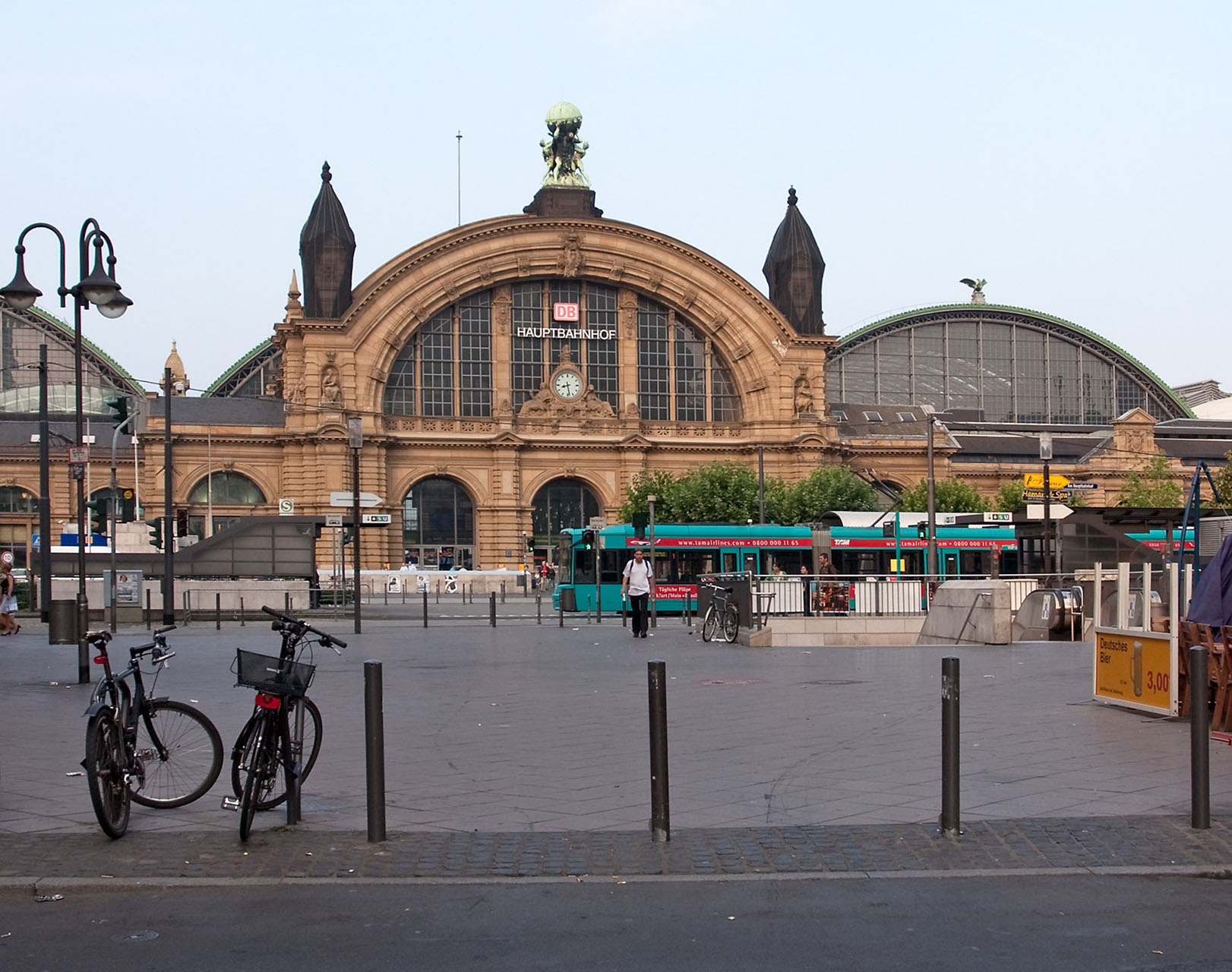
Frankfurt Hauptbahnhof

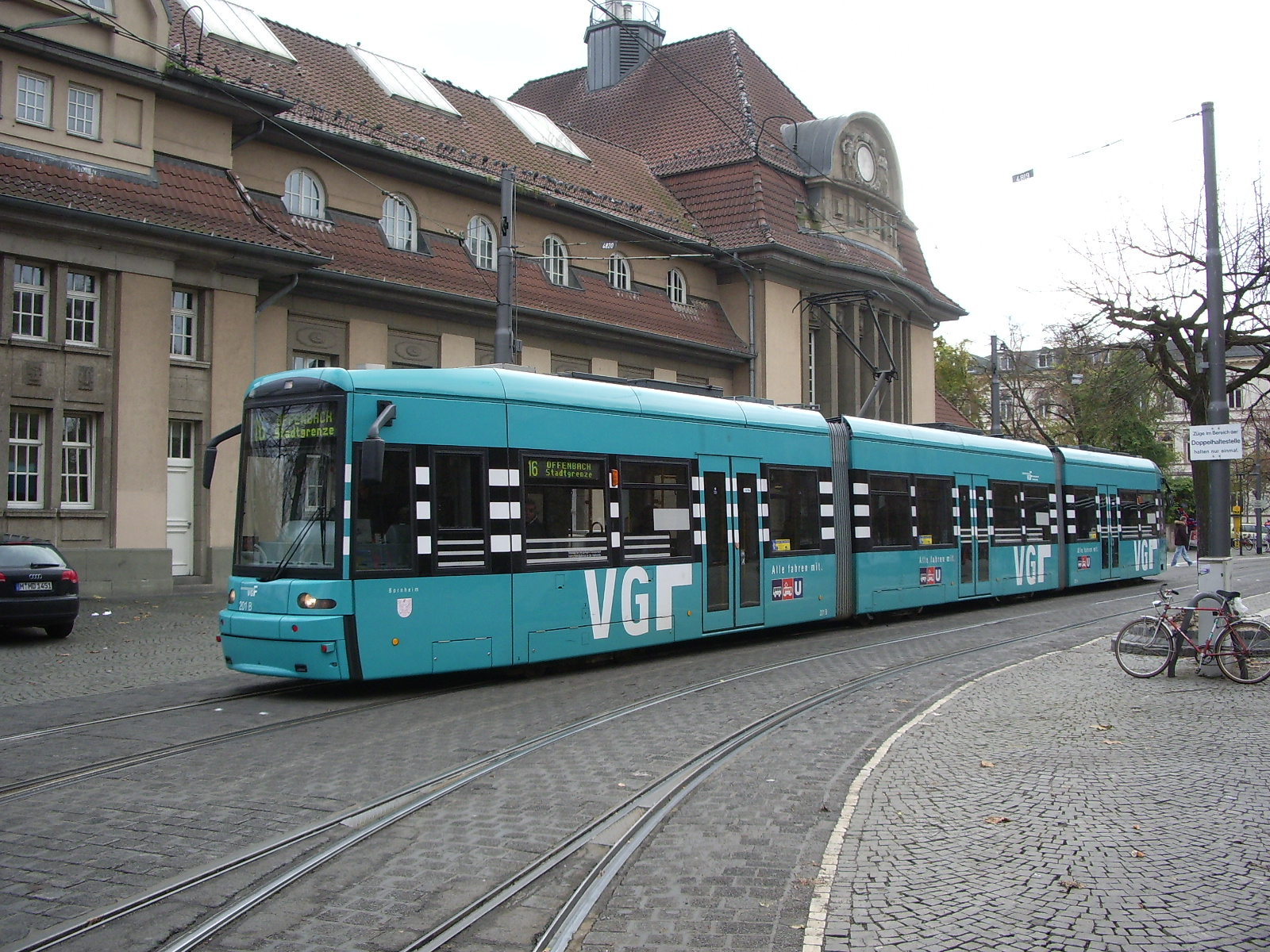
Een tram voor station Süd

De A5 in het westen, A661 in het noordoosten en A3 in het zuiden vormen samen een grote ringweg rond de stad. Deze ringweg vormt de begrenzing van de in 2008 ingevoerde Umweltzone, een milieuzone die de luchtkwaliteit moet verbeteren. Op kleinere schaal zijn er nog twee andere ringwegen: de dubbele Anlagenring omsluit de Innenstadt en de Alleenring omringt de aan de Innenstadt grenzende wijken Nordend, Westend en Ostend.
Op het Frankfurter Kreuz, in de buurt van het vliegveld, komen de A3 en A5 samen. Dagelijks passeren ongeveer 330.000 motorvoertuigen dit verkeersknooppunt, dat het drukste van Duitsland en een van de drukste in Europa is.

### Spoorwegen

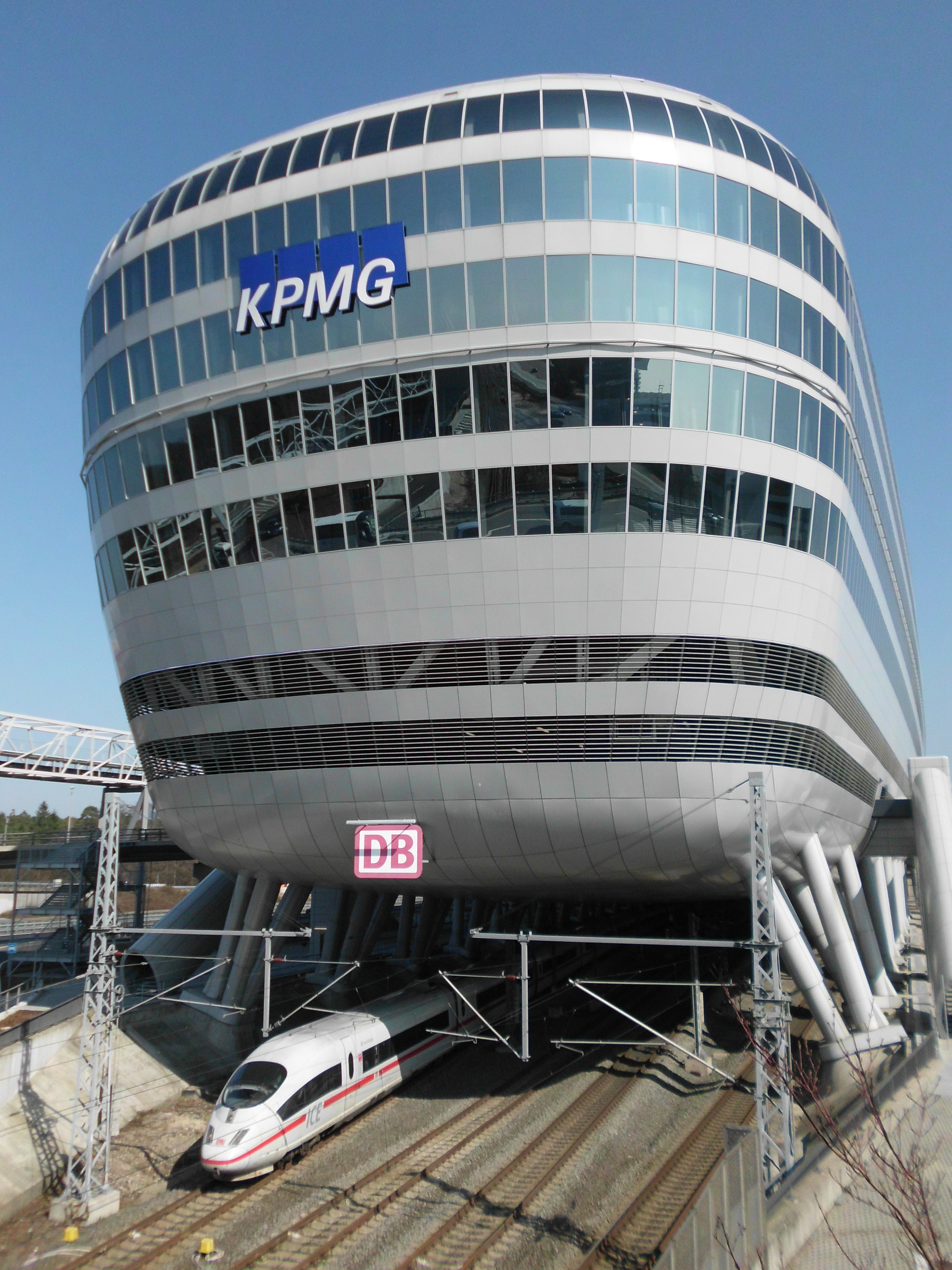
Het treinstation vanaf de luchthaven en vertrek van een ICE 3

Net als de luchthaven heeft ook het hoofdstation van Frankfurt een spilfunctie. Het station, door spoorwegmaatschappij Deutsche Bahn aangemerkt als belangrijkste draaischijf voor het Duitse treinverkeer en als station van de hoogste Bahnhofskategorie, verwerkt dagelijks ongeveer 350.000 reizigers en bezoekers. Naar oppervlakte - 9.000 m² - behoort Frankfurt Hauptbahnhof samen met de stations van Leipzig en Zürich tot de grootste van Europa. Het station fungeert niet alleen als knooppunt voor openbaar vervoer in de stad en de regio, maar heeft snelle verbindingen met grote steden in binnen- en buitenland, waaronder Berlijn, Parijs, Wenen, Brussel, Amsterdam en Utrecht. Door een hogesnelheidslijn tussen Frankfurt en Keulen bedraagt de reistijd tussen de twee steden slechts één uur.
Frankfurt beschikt naast Hauptbahnhof over een tweede station dat in de eerste stationscategorie: Flughafen Fernbahnhof bij de luchthaven. Dit station verwerkt ongeveer 23.000 reizigers en bezoekers per dag en is er hoofdzakelijk voor langeafstandsverbindingen binnen en buiten Duitsland. Voor lokaal en regionaal vervoer wordt het vliegveld bediend door het Flughafen Regionalbahnhof. Een ander belangrijk station is Südbahnhof in Sachsenhausen, dat gelegen is aan verschillende lokale en regionale lijnen en één ICE-lijn.

### Stads- en streekvervoer

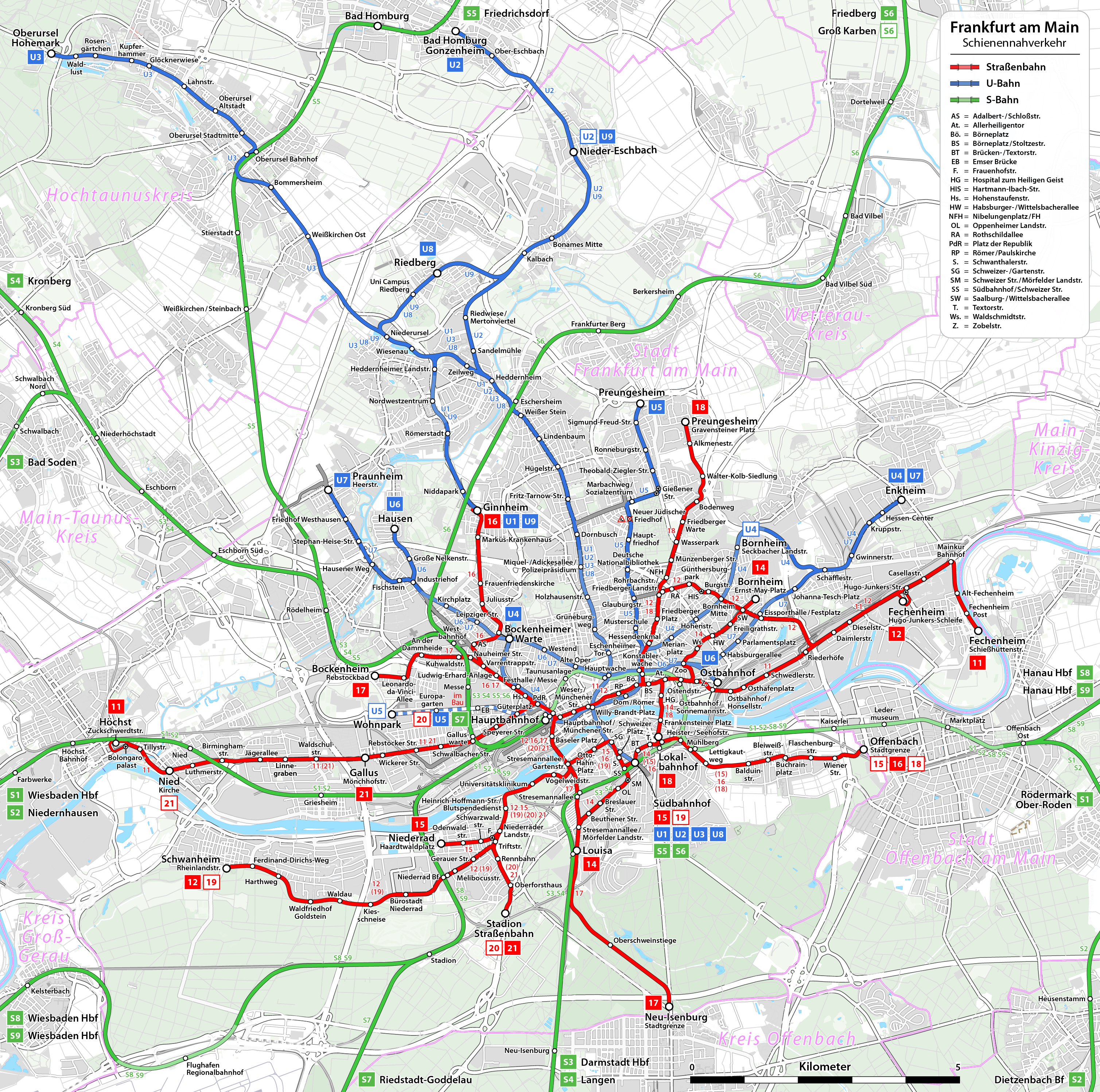
Netkaart van het railverkeer

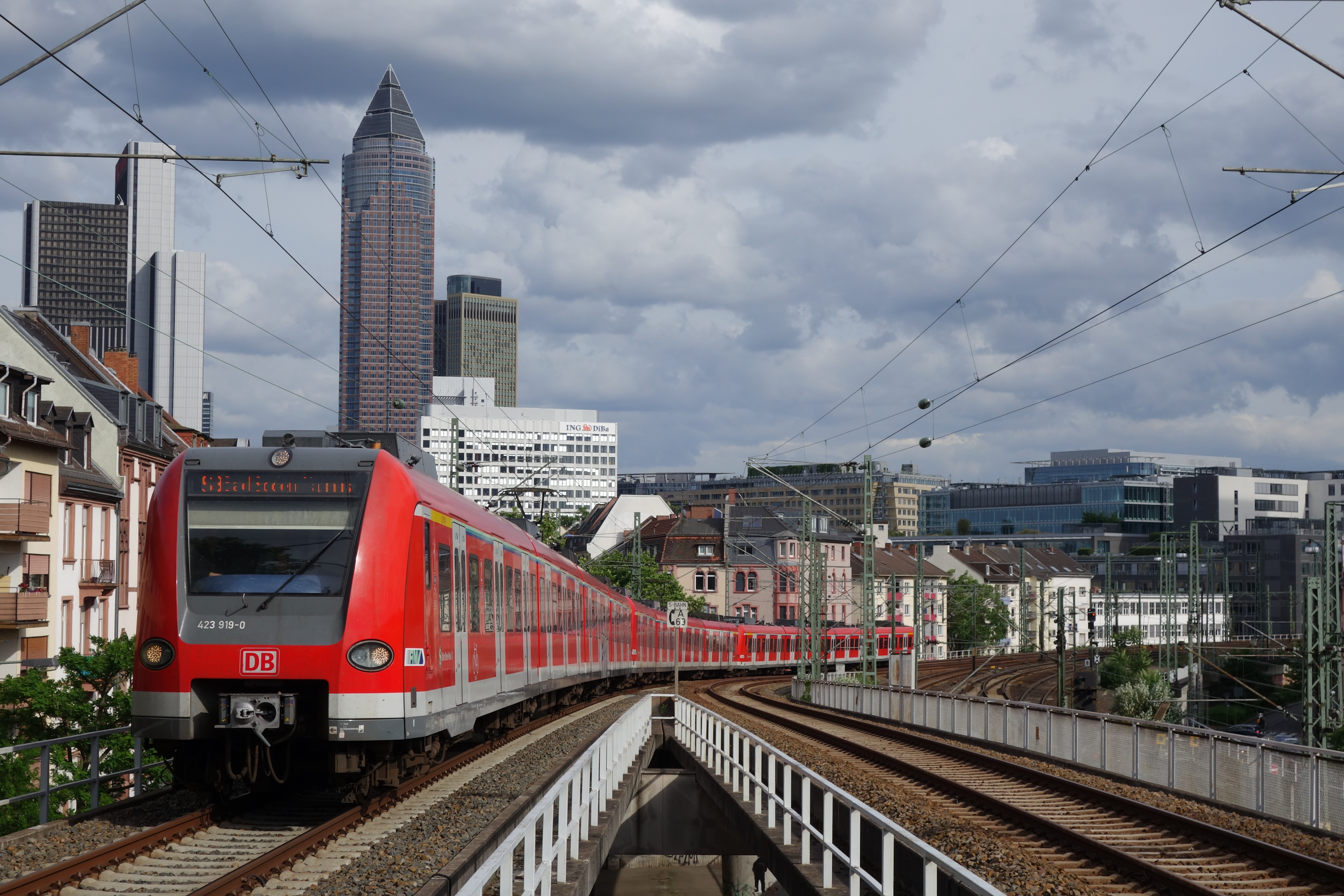
S-Bahn serie 423 op Westbahnhof

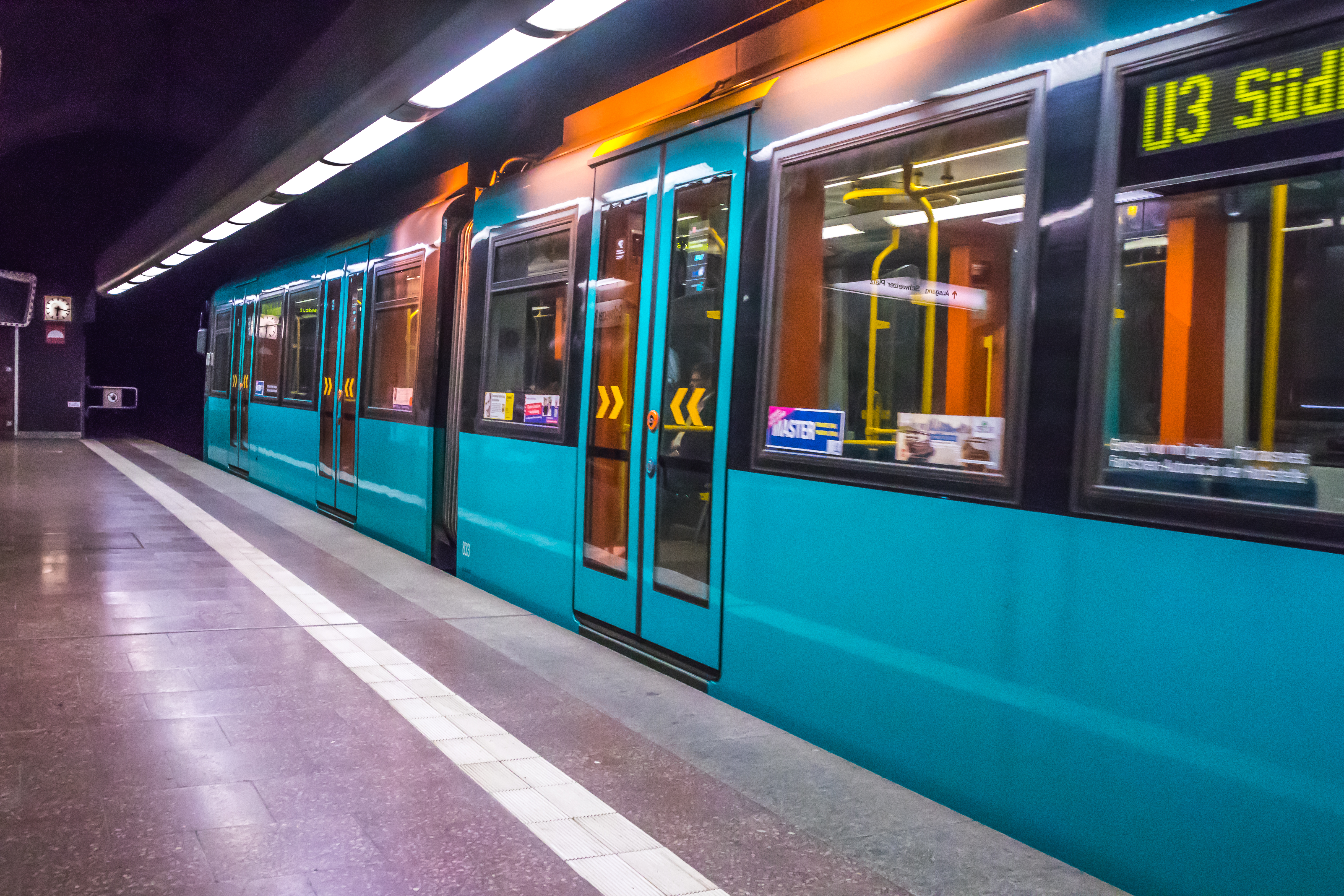
Een treinstel van de Frankfurtse metro in station Schweizer Platz

Frankfurt en omgeving kunnen leunen op een uitgebreid netwerk van stads- en streekvervoer. De S-Bahn en de metro zijn beide deels ondergronds aangelegd, bovengronds zijn er daarnaast een tram- en busnet.
De S-Bahn Rhein-Main verbindt Frankfurt met de omliggende plaatsen en steden in de Rhein-Main-regio. Acht van de in totaal negen S-Bahnlijnen maken gebruik van de Citytunnel, een tunnel onder het centrum van de stad die de kern van de S-Bahn vormt. Buiten het centrum rijdt de S-Bahn bovengronds naar steden als Wiesbaden, Mainz en Darmstadt. Het netwerk heeft een totale lengte van ruim 300 kilometer en telt meer dan 100 stations.
De metro van Frankfurt is sinds de opening in 1968 uitgegroeid tot een netwerk met 9 lijnen en 87 stations. Het net bevindt zich in het centrum ondergronds en bestaat daarbuiten uit bovengrondse trajecten en is daarmee in opzet vergelijkbaar met een Stadtbahn of sneltram. De stations Hauptbahnhof, Hauptwache, Konstablerwache en Südbahnhof zijn belangrijke knooppunten van de lijnen van de S-bahn en U-bahn.
De tram van Frankfurt bestaat sinds 1872 en is daarmee de oudste van de drie openbaarvervoersnetwerken. Tegenwoordig telt het tramnet negen lijnen en een totale lengte van 63,55 km.
Naast een netwerk van stadsbussen, beschikt de stad ook over busverbindingen met andere grote Duitse steden, zoals Berlijn, Hamburg en München. Op het vliegveld rijdt sinds 1994 de SkyLine, een volledig automatische people mover die de beide terminals van de luchthaven verbindt.

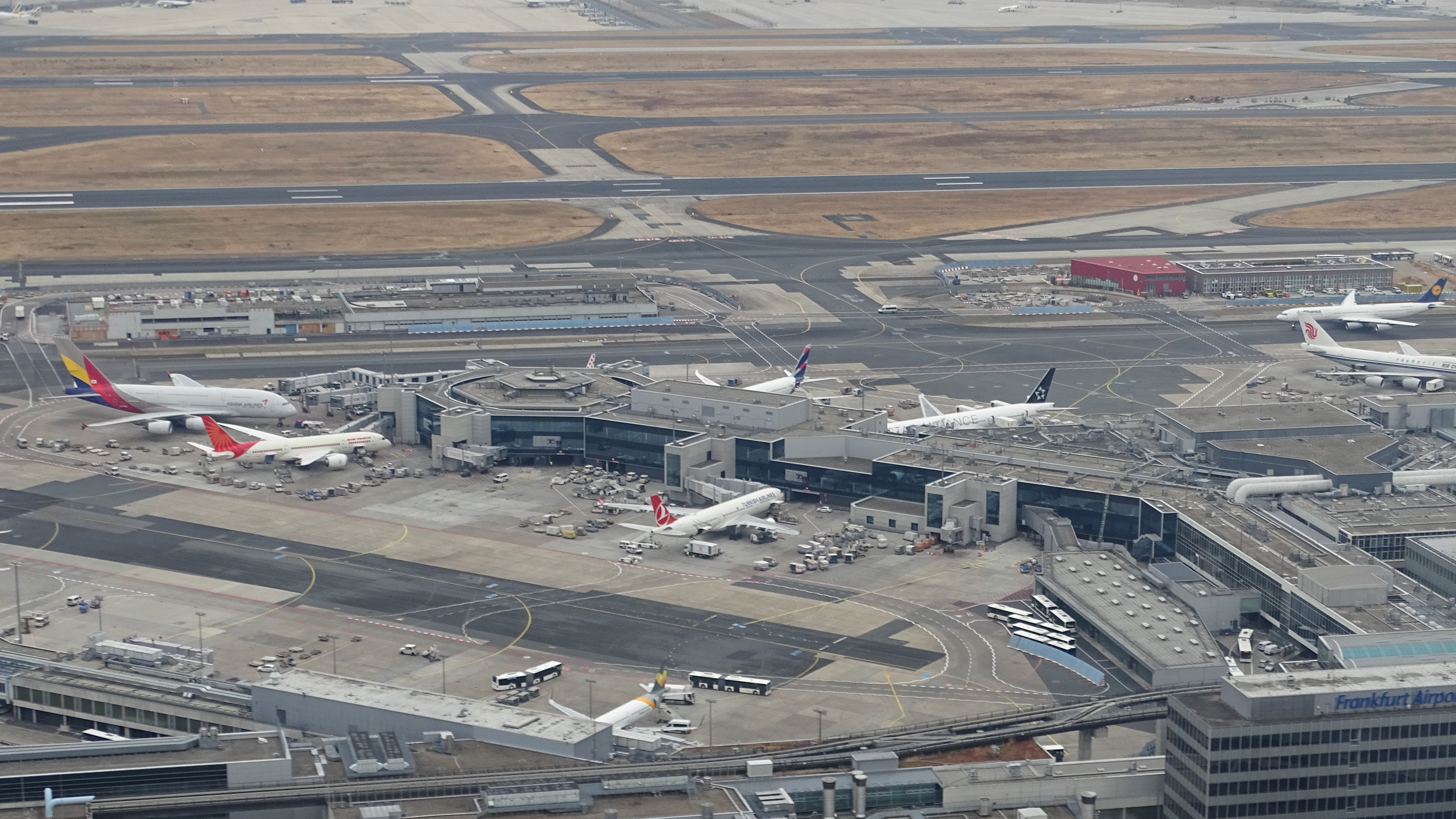
Luchthaven Frankfurt am Main

### Luchtvaart
Frankfurt heeft een belangrijke positie in de luchtvaart. De eerste luchtvaartmaatschappij ter wereld, de DELAG, werd in 1909 in Frankfurt opgericht. Tegenwoordig is luchthaven Frankfurt am Main een grote en moderne luchthaven. In aantallen passagiers is luchthaven Frankfurt am Main de op twee na grootste in Europa, na de luchthavens Londen Heathrow en Parijs-Charles de Gaulle. Op het gebied van vrachtvervoer staat de luchthaven zelfs op de eerste plaats in Europa. In 2019 werden 70,6 miljoen passagiers en 2,0 miljoen ton vracht afgehandeld. In 2020 was dit onder invloed van de Coronapandemie gedaald tot 18,8 miljoen passagiers en 1,9 miljoen ton vracht.
Luchthaven Frankfurt-Hahn ligt niet dicht bij Frankfurt, maar ongeveer 125 km ten westen van de stad bij de plaats Lautzenhausen. Het vliegveld is bereikbaar met de auto of de bus. In de gemeente Egelsbach, 17 kilometer ten zuiden van Frankfurt, ligt de Flugplatz Frankfurt-Egelsbach, een klein vliegveld met twee start- en landingsbanen dat gebruikt wordt voor algemene luchtvaart.

## Media
In Frankfurt verschijnen een landelijk dagblad en drie plaatselijke dagbladen. De Frankfurter Allgemeine Zeitung (FAZ), die sinds 1949 wordt uitgegeven, is een van de voornaamste kranten van Duitsland. De krant heeft een gematigd conservatief profiel en is bekend om zijn sobere opmaak. Tot 2007 ontbraken er foto's op de voorpagina. De plaatselijke editie van de krant verschijnt onder de naam Rhein-Main-Zeitung. Daarnaast verschijnen in Frankfurt en omgeving de Frankfurter Rundschau en de Frankfurter Neue Presse. De Frankfurter Rundschau was in 1945 de derde krant die in bezet Duitsland werd opgericht en wordt net als de FAZ in heel Duitsland gelezen. De krant is vanouds op de hand van de SPD. De Frankfurter Neue Presse werd in 1946 opgericht als conservatieve tegenhanger van de Frankfurter Rundschau. Tot 2018 vielen alle Frankfurter dagbladen onder de Fazit-Stiftung, maar deze verkocht de Rundschau en de Neue Presse in dat jaar aan de Zeitungsholding Hessen.
De Hessischer Rundfunk (hr), de publieke omroep van de deelstaat Hessen, is gevestigd in het Funkhaus am Dornbusch in Frankfurt-Nordend. Het gebouw was oorspronkelijk bedoeld om de Bondsdag te huisvesten, maar nadat Bonn tot hoofdstad van de Bondsrepubliek was aangewezen, werd het gebouw als omroepgebouw ingericht.

## Stedenbanden

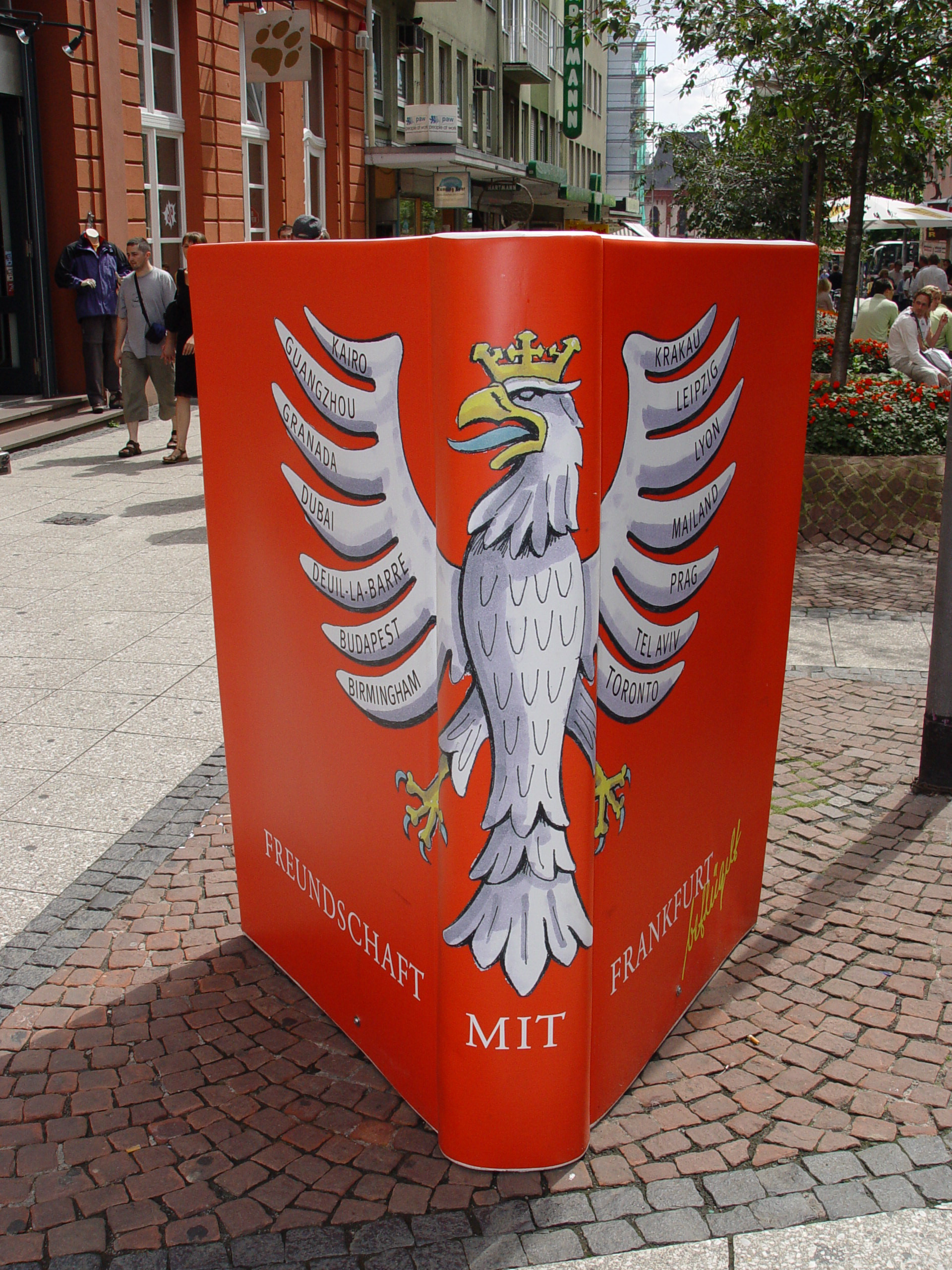
De stedenbanden van Frankfurt, 2005

De stad Frankfurt am Main heeft jumelages met elf steden:
- Birmingham (Engeland, Verenigd Koninkrijk), sinds 1966
- Boedapest (Hongarije), sinds 1990
- Eskişehir (Turkije), sinds 2012
- Granada (Nicaragua), sinds 1991
- Kanton (China), sinds 1988
- Krakau (Polen), sinds 1991
- Lyon (Frankrijk), sinds 1960
- Milaan (Italië), sinds 1971
- Philadelphia (Pennsylvania) (Verenigde Staten), sinds 2015
- Praag (Tsjechië), sinds 1990
- Yokohama (Japan), sinds 2011

Daarnaast heeft Frankfurt nog vriendschapsbanden met de volgende vijf steden:
- Caïro (Egypte), sinds 1979
- Dubai (Verenigde Arabische Emiraten), sinds 2005
- Leipzig (Duitsland), sinds 1990
- Tel Aviv (Israël), sinds 1980
- Toronto (Canada), sinds 1989

Ook het Stadtteil Nieder-Eschbach, een voormalige zelfstandige gemeente, heeft een stedenband: sinds 1967 is er een jumelage met de Franse stad Deuil-la-Barre.